# Deep Blue — Каспаров (1997, партия 6)
Партия № 6 матча 1997 года между компьютером Deep Blue и Гарри Каспаровым состоялась в Нью-Йорке 11 мая 1997 года, начавшись в 15:00 по восточноамериканскому времени. Это была завершающая игра матча между известным компьютером «Дип Блю» и действующим на то время чемпионом мира: перед её началом счёт был равный 2½-2½ (у соперников было по одной победе, ещё трижды они сыграли вничью).
На 19-м ходу после часа игры Гарри Каспаров, находясь в невыгодном положении, сдался, двинув белую пешку на клетку c4, что стало поворотной точкой в истории шахмат: впервые в истории компьютер обыграл чемпиона мира по шахматам в матче. До этого в 1996 году Каспаров играл с первой версией компьютера, одержав победу — 4:2.
Так для Каспарова наступила чёрная полоса в игре, окончательная точка его настигнет абсолютным поражением после поединка с В.Крамником (род. в 1975) в Лондоне в ноябре 2000 года. 14-м чемпионом мира Крамник стал в 25 лет, выиграв матч из 15 партий, со счётом +2 -0 =13.
В  журнале "Шахматы" номер 6 ( раз в два месяца) за декабрь 1997 года  была статья , где утверждалось, что  за победу в матче Каспаров получал 12 миллионов долларов, за поражение 24 миллиона долларов.

## Ход игры
- Белые: Deep Blue
- Чёрные: Гарри Каспаров
- Дебют: Защита Каро — Канн, система Петросяна — Смыслова (вариант Стейница)

|   | a | b | c | d | e | f | g | h |   |
| - | --- | --- | --- | --- | --- | --- | --- | --- | - |
| 8 | a8 чёрная ладья · c8 чёрный слон · d8 чёрный ферзь · e8 чёрный король · f8 чёрный слон · g8 чёрный конь · h8 чёрная ладья · a7 чёрная пешка · b7 чёрная пешка · d7 чёрный конь · e7 чёрная пешка · f7 чёрная пешка · g7 чёрная пешка · h7 чёрная пешка · c6 чёрная пешка · g5 белый конь · d4 белая пешка · a2 белая пешка · b2 белая пешка · c2 белая пешка · f2 белая пешка · g2 белая пешка · h2 белая пешка · a1 белая ладья · c1 белый слон · d1 белый ферзь · e1 белый король · f1 белый слон · g1 белый конь · h1 белая ладья | a8 чёрная ладья · c8 чёрный слон · d8 чёрный ферзь · e8 чёрный король · f8 чёрный слон · g8 чёрный конь · h8 чёрная ладья · a7 чёрная пешка · b7 чёрная пешка · d7 чёрный конь · e7 чёрная пешка · f7 чёрная пешка · g7 чёрная пешка · h7 чёрная пешка · c6 чёрная пешка · g5 белый конь · d4 белая пешка · a2 белая пешка · b2 белая пешка · c2 белая пешка · f2 белая пешка · g2 белая пешка · h2 белая пешка · a1 белая ладья · c1 белый слон · d1 белый ферзь · e1 белый король · f1 белый слон · g1 белый конь · h1 белая ладья | a8 чёрная ладья · c8 чёрный слон · d8 чёрный ферзь · e8 чёрный король · f8 чёрный слон · g8 чёрный конь · h8 чёрная ладья · a7 чёрная пешка · b7 чёрная пешка · d7 чёрный конь · e7 чёрная пешка · f7 чёрная пешка · g7 чёрная пешка · h7 чёрная пешка · c6 чёрная пешка · g5 белый конь · d4 белая пешка · a2 белая пешка · b2 белая пешка · c2 белая пешка · f2 белая пешка · g2 белая пешка · h2 белая пешка · a1 белая ладья · c1 белый слон · d1 белый ферзь · e1 белый король · f1 белый слон · g1 белый конь · h1 белая ладья | a8 чёрная ладья · c8 чёрный слон · d8 чёрный ферзь · e8 чёрный король · f8 чёрный слон · g8 чёрный конь · h8 чёрная ладья · a7 чёрная пешка · b7 чёрная пешка · d7 чёрный конь · e7 чёрная пешка · f7 чёрная пешка · g7 чёрная пешка · h7 чёрная пешка · c6 чёрная пешка · g5 белый конь · d4 белая пешка · a2 белая пешка · b2 белая пешка · c2 белая пешка · f2 белая пешка · g2 белая пешка · h2 белая пешка · a1 белая ладья · c1 белый слон · d1 белый ферзь · e1 белый король · f1 белый слон · g1 белый конь · h1 белая ладья | a8 чёрная ладья · c8 чёрный слон · d8 чёрный ферзь · e8 чёрный король · f8 чёрный слон · g8 чёрный конь · h8 чёрная ладья · a7 чёрная пешка · b7 чёрная пешка · d7 чёрный конь · e7 чёрная пешка · f7 чёрная пешка · g7 чёрная пешка · h7 чёрная пешка · c6 чёрная пешка · g5 белый конь · d4 белая пешка · a2 белая пешка · b2 белая пешка · c2 белая пешка · f2 белая пешка · g2 белая пешка · h2 белая пешка · a1 белая ладья · c1 белый слон · d1 белый ферзь · e1 белый король · f1 белый слон · g1 белый конь · h1 белая ладья | a8 чёрная ладья · c8 чёрный слон · d8 чёрный ферзь · e8 чёрный король · f8 чёрный слон · g8 чёрный конь · h8 чёрная ладья · a7 чёрная пешка · b7 чёрная пешка · d7 чёрный конь · e7 чёрная пешка · f7 чёрная пешка · g7 чёрная пешка · h7 чёрная пешка · c6 чёрная пешка · g5 белый конь · d4 белая пешка · a2 белая пешка · b2 белая пешка · c2 белая пешка · f2 белая пешка · g2 белая пешка · h2 белая пешка · a1 белая ладья · c1 белый слон · d1 белый ферзь · e1 белый король · f1 белый слон · g1 белый конь · h1 белая ладья | a8 чёрная ладья · c8 чёрный слон · d8 чёрный ферзь · e8 чёрный король · f8 чёрный слон · g8 чёрный конь · h8 чёрная ладья · a7 чёрная пешка · b7 чёрная пешка · d7 чёрный конь · e7 чёрная пешка · f7 чёрная пешка · g7 чёрная пешка · h7 чёрная пешка · c6 чёрная пешка · g5 белый конь · d4 белая пешка · a2 белая пешка · b2 белая пешка · c2 белая пешка · f2 белая пешка · g2 белая пешка · h2 белая пешка · a1 белая ладья · c1 белый слон · d1 белый ферзь · e1 белый король · f1 белый слон · g1 белый конь · h1 белая ладья | a8 чёрная ладья · c8 чёрный слон · d8 чёрный ферзь · e8 чёрный король · f8 чёрный слон · g8 чёрный конь · h8 чёрная ладья · a7 чёрная пешка · b7 чёрная пешка · d7 чёрный конь · e7 чёрная пешка · f7 чёрная пешка · g7 чёрная пешка · h7 чёрная пешка · c6 чёрная пешка · g5 белый конь · d4 белая пешка · a2 белая пешка · b2 белая пешка · c2 белая пешка · f2 белая пешка · g2 белая пешка · h2 белая пешка · a1 белая ладья · c1 белый слон · d1 белый ферзь · e1 белый король · f1 белый слон · g1 белый конь · h1 белая ладья | 8 |
| 7 | a8 чёрная ладья · c8 чёрный слон · d8 чёрный ферзь · e8 чёрный король · f8 чёрный слон · g8 чёрный конь · h8 чёрная ладья · a7 чёрная пешка · b7 чёрная пешка · d7 чёрный конь · e7 чёрная пешка · f7 чёрная пешка · g7 чёрная пешка · h7 чёрная пешка · c6 чёрная пешка · g5 белый конь · d4 белая пешка · a2 белая пешка · b2 белая пешка · c2 белая пешка · f2 белая пешка · g2 белая пешка · h2 белая пешка · a1 белая ладья · c1 белый слон · d1 белый ферзь · e1 белый король · f1 белый слон · g1 белый конь · h1 белая ладья | a8 чёрная ладья · c8 чёрный слон · d8 чёрный ферзь · e8 чёрный король · f8 чёрный слон · g8 чёрный конь · h8 чёрная ладья · a7 чёрная пешка · b7 чёрная пешка · d7 чёрный конь · e7 чёрная пешка · f7 чёрная пешка · g7 чёрная пешка · h7 чёрная пешка · c6 чёрная пешка · g5 белый конь · d4 белая пешка · a2 белая пешка · b2 белая пешка · c2 белая пешка · f2 белая пешка · g2 белая пешка · h2 белая пешка · a1 белая ладья · c1 белый слон · d1 белый ферзь · e1 белый король · f1 белый слон · g1 белый конь · h1 белая ладья | a8 чёрная ладья · c8 чёрный слон · d8 чёрный ферзь · e8 чёрный король · f8 чёрный слон · g8 чёрный конь · h8 чёрная ладья · a7 чёрная пешка · b7 чёрная пешка · d7 чёрный конь · e7 чёрная пешка · f7 чёрная пешка · g7 чёрная пешка · h7 чёрная пешка · c6 чёрная пешка · g5 белый конь · d4 белая пешка · a2 белая пешка · b2 белая пешка · c2 белая пешка · f2 белая пешка · g2 белая пешка · h2 белая пешка · a1 белая ладья · c1 белый слон · d1 белый ферзь · e1 белый король · f1 белый слон · g1 белый конь · h1 белая ладья | a8 чёрная ладья · c8 чёрный слон · d8 чёрный ферзь · e8 чёрный король · f8 чёрный слон · g8 чёрный конь · h8 чёрная ладья · a7 чёрная пешка · b7 чёрная пешка · d7 чёрный конь · e7 чёрная пешка · f7 чёрная пешка · g7 чёрная пешка · h7 чёрная пешка · c6 чёрная пешка · g5 белый конь · d4 белая пешка · a2 белая пешка · b2 белая пешка · c2 белая пешка · f2 белая пешка · g2 белая пешка · h2 белая пешка · a1 белая ладья · c1 белый слон · d1 белый ферзь · e1 белый король · f1 белый слон · g1 белый конь · h1 белая ладья | a8 чёрная ладья · c8 чёрный слон · d8 чёрный ферзь · e8 чёрный король · f8 чёрный слон · g8 чёрный конь · h8 чёрная ладья · a7 чёрная пешка · b7 чёрная пешка · d7 чёрный конь · e7 чёрная пешка · f7 чёрная пешка · g7 чёрная пешка · h7 чёрная пешка · c6 чёрная пешка · g5 белый конь · d4 белая пешка · a2 белая пешка · b2 белая пешка · c2 белая пешка · f2 белая пешка · g2 белая пешка · h2 белая пешка · a1 белая ладья · c1 белый слон · d1 белый ферзь · e1 белый король · f1 белый слон · g1 белый конь · h1 белая ладья | a8 чёрная ладья · c8 чёрный слон · d8 чёрный ферзь · e8 чёрный король · f8 чёрный слон · g8 чёрный конь · h8 чёрная ладья · a7 чёрная пешка · b7 чёрная пешка · d7 чёрный конь · e7 чёрная пешка · f7 чёрная пешка · g7 чёрная пешка · h7 чёрная пешка · c6 чёрная пешка · g5 белый конь · d4 белая пешка · a2 белая пешка · b2 белая пешка · c2 белая пешка · f2 белая пешка · g2 белая пешка · h2 белая пешка · a1 белая ладья · c1 белый слон · d1 белый ферзь · e1 белый король · f1 белый слон · g1 белый конь · h1 белая ладья | a8 чёрная ладья · c8 чёрный слон · d8 чёрный ферзь · e8 чёрный король · f8 чёрный слон · g8 чёрный конь · h8 чёрная ладья · a7 чёрная пешка · b7 чёрная пешка · d7 чёрный конь · e7 чёрная пешка · f7 чёрная пешка · g7 чёрная пешка · h7 чёрная пешка · c6 чёрная пешка · g5 белый конь · d4 белая пешка · a2 белая пешка · b2 белая пешка · c2 белая пешка · f2 белая пешка · g2 белая пешка · h2 белая пешка · a1 белая ладья · c1 белый слон · d1 белый ферзь · e1 белый король · f1 белый слон · g1 белый конь · h1 белая ладья | a8 чёрная ладья · c8 чёрный слон · d8 чёрный ферзь · e8 чёрный король · f8 чёрный слон · g8 чёрный конь · h8 чёрная ладья · a7 чёрная пешка · b7 чёрная пешка · d7 чёрный конь · e7 чёрная пешка · f7 чёрная пешка · g7 чёрная пешка · h7 чёрная пешка · c6 чёрная пешка · g5 белый конь · d4 белая пешка · a2 белая пешка · b2 белая пешка · c2 белая пешка · f2 белая пешка · g2 белая пешка · h2 белая пешка · a1 белая ладья · c1 белый слон · d1 белый ферзь · e1 белый король · f1 белый слон · g1 белый конь · h1 белая ладья | 7 |
| 6 | a8 чёрная ладья · c8 чёрный слон · d8 чёрный ферзь · e8 чёрный король · f8 чёрный слон · g8 чёрный конь · h8 чёрная ладья · a7 чёрная пешка · b7 чёрная пешка · d7 чёрный конь · e7 чёрная пешка · f7 чёрная пешка · g7 чёрная пешка · h7 чёрная пешка · c6 чёрная пешка · g5 белый конь · d4 белая пешка · a2 белая пешка · b2 белая пешка · c2 белая пешка · f2 белая пешка · g2 белая пешка · h2 белая пешка · a1 белая ладья · c1 белый слон · d1 белый ферзь · e1 белый король · f1 белый слон · g1 белый конь · h1 белая ладья | a8 чёрная ладья · c8 чёрный слон · d8 чёрный ферзь · e8 чёрный король · f8 чёрный слон · g8 чёрный конь · h8 чёрная ладья · a7 чёрная пешка · b7 чёрная пешка · d7 чёрный конь · e7 чёрная пешка · f7 чёрная пешка · g7 чёрная пешка · h7 чёрная пешка · c6 чёрная пешка · g5 белый конь · d4 белая пешка · a2 белая пешка · b2 белая пешка · c2 белая пешка · f2 белая пешка · g2 белая пешка · h2 белая пешка · a1 белая ладья · c1 белый слон · d1 белый ферзь · e1 белый король · f1 белый слон · g1 белый конь · h1 белая ладья | a8 чёрная ладья · c8 чёрный слон · d8 чёрный ферзь · e8 чёрный король · f8 чёрный слон · g8 чёрный конь · h8 чёрная ладья · a7 чёрная пешка · b7 чёрная пешка · d7 чёрный конь · e7 чёрная пешка · f7 чёрная пешка · g7 чёрная пешка · h7 чёрная пешка · c6 чёрная пешка · g5 белый конь · d4 белая пешка · a2 белая пешка · b2 белая пешка · c2 белая пешка · f2 белая пешка · g2 белая пешка · h2 белая пешка · a1 белая ладья · c1 белый слон · d1 белый ферзь · e1 белый король · f1 белый слон · g1 белый конь · h1 белая ладья | a8 чёрная ладья · c8 чёрный слон · d8 чёрный ферзь · e8 чёрный король · f8 чёрный слон · g8 чёрный конь · h8 чёрная ладья · a7 чёрная пешка · b7 чёрная пешка · d7 чёрный конь · e7 чёрная пешка · f7 чёрная пешка · g7 чёрная пешка · h7 чёрная пешка · c6 чёрная пешка · g5 белый конь · d4 белая пешка · a2 белая пешка · b2 белая пешка · c2 белая пешка · f2 белая пешка · g2 белая пешка · h2 белая пешка · a1 белая ладья · c1 белый слон · d1 белый ферзь · e1 белый король · f1 белый слон · g1 белый конь · h1 белая ладья | a8 чёрная ладья · c8 чёрный слон · d8 чёрный ферзь · e8 чёрный король · f8 чёрный слон · g8 чёрный конь · h8 чёрная ладья · a7 чёрная пешка · b7 чёрная пешка · d7 чёрный конь · e7 чёрная пешка · f7 чёрная пешка · g7 чёрная пешка · h7 чёрная пешка · c6 чёрная пешка · g5 белый конь · d4 белая пешка · a2 белая пешка · b2 белая пешка · c2 белая пешка · f2 белая пешка · g2 белая пешка · h2 белая пешка · a1 белая ладья · c1 белый слон · d1 белый ферзь · e1 белый король · f1 белый слон · g1 белый конь · h1 белая ладья | a8 чёрная ладья · c8 чёрный слон · d8 чёрный ферзь · e8 чёрный король · f8 чёрный слон · g8 чёрный конь · h8 чёрная ладья · a7 чёрная пешка · b7 чёрная пешка · d7 чёрный конь · e7 чёрная пешка · f7 чёрная пешка · g7 чёрная пешка · h7 чёрная пешка · c6 чёрная пешка · g5 белый конь · d4 белая пешка · a2 белая пешка · b2 белая пешка · c2 белая пешка · f2 белая пешка · g2 белая пешка · h2 белая пешка · a1 белая ладья · c1 белый слон · d1 белый ферзь · e1 белый король · f1 белый слон · g1 белый конь · h1 белая ладья | a8 чёрная ладья · c8 чёрный слон · d8 чёрный ферзь · e8 чёрный король · f8 чёрный слон · g8 чёрный конь · h8 чёрная ладья · a7 чёрная пешка · b7 чёрная пешка · d7 чёрный конь · e7 чёрная пешка · f7 чёрная пешка · g7 чёрная пешка · h7 чёрная пешка · c6 чёрная пешка · g5 белый конь · d4 белая пешка · a2 белая пешка · b2 белая пешка · c2 белая пешка · f2 белая пешка · g2 белая пешка · h2 белая пешка · a1 белая ладья · c1 белый слон · d1 белый ферзь · e1 белый король · f1 белый слон · g1 белый конь · h1 белая ладья | a8 чёрная ладья · c8 чёрный слон · d8 чёрный ферзь · e8 чёрный король · f8 чёрный слон · g8 чёрный конь · h8 чёрная ладья · a7 чёрная пешка · b7 чёрная пешка · d7 чёрный конь · e7 чёрная пешка · f7 чёрная пешка · g7 чёрная пешка · h7 чёрная пешка · c6 чёрная пешка · g5 белый конь · d4 белая пешка · a2 белая пешка · b2 белая пешка · c2 белая пешка · f2 белая пешка · g2 белая пешка · h2 белая пешка · a1 белая ладья · c1 белый слон · d1 белый ферзь · e1 белый король · f1 белый слон · g1 белый конь · h1 белая ладья | 6 |
| 5 | a8 чёрная ладья · c8 чёрный слон · d8 чёрный ферзь · e8 чёрный король · f8 чёрный слон · g8 чёрный конь · h8 чёрная ладья · a7 чёрная пешка · b7 чёрная пешка · d7 чёрный конь · e7 чёрная пешка · f7 чёрная пешка · g7 чёрная пешка · h7 чёрная пешка · c6 чёрная пешка · g5 белый конь · d4 белая пешка · a2 белая пешка · b2 белая пешка · c2 белая пешка · f2 белая пешка · g2 белая пешка · h2 белая пешка · a1 белая ладья · c1 белый слон · d1 белый ферзь · e1 белый король · f1 белый слон · g1 белый конь · h1 белая ладья | a8 чёрная ладья · c8 чёрный слон · d8 чёрный ферзь · e8 чёрный король · f8 чёрный слон · g8 чёрный конь · h8 чёрная ладья · a7 чёрная пешка · b7 чёрная пешка · d7 чёрный конь · e7 чёрная пешка · f7 чёрная пешка · g7 чёрная пешка · h7 чёрная пешка · c6 чёрная пешка · g5 белый конь · d4 белая пешка · a2 белая пешка · b2 белая пешка · c2 белая пешка · f2 белая пешка · g2 белая пешка · h2 белая пешка · a1 белая ладья · c1 белый слон · d1 белый ферзь · e1 белый король · f1 белый слон · g1 белый конь · h1 белая ладья | a8 чёрная ладья · c8 чёрный слон · d8 чёрный ферзь · e8 чёрный король · f8 чёрный слон · g8 чёрный конь · h8 чёрная ладья · a7 чёрная пешка · b7 чёрная пешка · d7 чёрный конь · e7 чёрная пешка · f7 чёрная пешка · g7 чёрная пешка · h7 чёрная пешка · c6 чёрная пешка · g5 белый конь · d4 белая пешка · a2 белая пешка · b2 белая пешка · c2 белая пешка · f2 белая пешка · g2 белая пешка · h2 белая пешка · a1 белая ладья · c1 белый слон · d1 белый ферзь · e1 белый король · f1 белый слон · g1 белый конь · h1 белая ладья | a8 чёрная ладья · c8 чёрный слон · d8 чёрный ферзь · e8 чёрный король · f8 чёрный слон · g8 чёрный конь · h8 чёрная ладья · a7 чёрная пешка · b7 чёрная пешка · d7 чёрный конь · e7 чёрная пешка · f7 чёрная пешка · g7 чёрная пешка · h7 чёрная пешка · c6 чёрная пешка · g5 белый конь · d4 белая пешка · a2 белая пешка · b2 белая пешка · c2 белая пешка · f2 белая пешка · g2 белая пешка · h2 белая пешка · a1 белая ладья · c1 белый слон · d1 белый ферзь · e1 белый король · f1 белый слон · g1 белый конь · h1 белая ладья | a8 чёрная ладья · c8 чёрный слон · d8 чёрный ферзь · e8 чёрный король · f8 чёрный слон · g8 чёрный конь · h8 чёрная ладья · a7 чёрная пешка · b7 чёрная пешка · d7 чёрный конь · e7 чёрная пешка · f7 чёрная пешка · g7 чёрная пешка · h7 чёрная пешка · c6 чёрная пешка · g5 белый конь · d4 белая пешка · a2 белая пешка · b2 белая пешка · c2 белая пешка · f2 белая пешка · g2 белая пешка · h2 белая пешка · a1 белая ладья · c1 белый слон · d1 белый ферзь · e1 белый король · f1 белый слон · g1 белый конь · h1 белая ладья | a8 чёрная ладья · c8 чёрный слон · d8 чёрный ферзь · e8 чёрный король · f8 чёрный слон · g8 чёрный конь · h8 чёрная ладья · a7 чёрная пешка · b7 чёрная пешка · d7 чёрный конь · e7 чёрная пешка · f7 чёрная пешка · g7 чёрная пешка · h7 чёрная пешка · c6 чёрная пешка · g5 белый конь · d4 белая пешка · a2 белая пешка · b2 белая пешка · c2 белая пешка · f2 белая пешка · g2 белая пешка · h2 белая пешка · a1 белая ладья · c1 белый слон · d1 белый ферзь · e1 белый король · f1 белый слон · g1 белый конь · h1 белая ладья | a8 чёрная ладья · c8 чёрный слон · d8 чёрный ферзь · e8 чёрный король · f8 чёрный слон · g8 чёрный конь · h8 чёрная ладья · a7 чёрная пешка · b7 чёрная пешка · d7 чёрный конь · e7 чёрная пешка · f7 чёрная пешка · g7 чёрная пешка · h7 чёрная пешка · c6 чёрная пешка · g5 белый конь · d4 белая пешка · a2 белая пешка · b2 белая пешка · c2 белая пешка · f2 белая пешка · g2 белая пешка · h2 белая пешка · a1 белая ладья · c1 белый слон · d1 белый ферзь · e1 белый король · f1 белый слон · g1 белый конь · h1 белая ладья | a8 чёрная ладья · c8 чёрный слон · d8 чёрный ферзь · e8 чёрный король · f8 чёрный слон · g8 чёрный конь · h8 чёрная ладья · a7 чёрная пешка · b7 чёрная пешка · d7 чёрный конь · e7 чёрная пешка · f7 чёрная пешка · g7 чёрная пешка · h7 чёрная пешка · c6 чёрная пешка · g5 белый конь · d4 белая пешка · a2 белая пешка · b2 белая пешка · c2 белая пешка · f2 белая пешка · g2 белая пешка · h2 белая пешка · a1 белая ладья · c1 белый слон · d1 белый ферзь · e1 белый король · f1 белый слон · g1 белый конь · h1 белая ладья | 5 |
| 4 | a8 чёрная ладья · c8 чёрный слон · d8 чёрный ферзь · e8 чёрный король · f8 чёрный слон · g8 чёрный конь · h8 чёрная ладья · a7 чёрная пешка · b7 чёрная пешка · d7 чёрный конь · e7 чёрная пешка · f7 чёрная пешка · g7 чёрная пешка · h7 чёрная пешка · c6 чёрная пешка · g5 белый конь · d4 белая пешка · a2 белая пешка · b2 белая пешка · c2 белая пешка · f2 белая пешка · g2 белая пешка · h2 белая пешка · a1 белая ладья · c1 белый слон · d1 белый ферзь · e1 белый король · f1 белый слон · g1 белый конь · h1 белая ладья | a8 чёрная ладья · c8 чёрный слон · d8 чёрный ферзь · e8 чёрный король · f8 чёрный слон · g8 чёрный конь · h8 чёрная ладья · a7 чёрная пешка · b7 чёрная пешка · d7 чёрный конь · e7 чёрная пешка · f7 чёрная пешка · g7 чёрная пешка · h7 чёрная пешка · c6 чёрная пешка · g5 белый конь · d4 белая пешка · a2 белая пешка · b2 белая пешка · c2 белая пешка · f2 белая пешка · g2 белая пешка · h2 белая пешка · a1 белая ладья · c1 белый слон · d1 белый ферзь · e1 белый король · f1 белый слон · g1 белый конь · h1 белая ладья | a8 чёрная ладья · c8 чёрный слон · d8 чёрный ферзь · e8 чёрный король · f8 чёрный слон · g8 чёрный конь · h8 чёрная ладья · a7 чёрная пешка · b7 чёрная пешка · d7 чёрный конь · e7 чёрная пешка · f7 чёрная пешка · g7 чёрная пешка · h7 чёрная пешка · c6 чёрная пешка · g5 белый конь · d4 белая пешка · a2 белая пешка · b2 белая пешка · c2 белая пешка · f2 белая пешка · g2 белая пешка · h2 белая пешка · a1 белая ладья · c1 белый слон · d1 белый ферзь · e1 белый король · f1 белый слон · g1 белый конь · h1 белая ладья | a8 чёрная ладья · c8 чёрный слон · d8 чёрный ферзь · e8 чёрный король · f8 чёрный слон · g8 чёрный конь · h8 чёрная ладья · a7 чёрная пешка · b7 чёрная пешка · d7 чёрный конь · e7 чёрная пешка · f7 чёрная пешка · g7 чёрная пешка · h7 чёрная пешка · c6 чёрная пешка · g5 белый конь · d4 белая пешка · a2 белая пешка · b2 белая пешка · c2 белая пешка · f2 белая пешка · g2 белая пешка · h2 белая пешка · a1 белая ладья · c1 белый слон · d1 белый ферзь · e1 белый король · f1 белый слон · g1 белый конь · h1 белая ладья | a8 чёрная ладья · c8 чёрный слон · d8 чёрный ферзь · e8 чёрный король · f8 чёрный слон · g8 чёрный конь · h8 чёрная ладья · a7 чёрная пешка · b7 чёрная пешка · d7 чёрный конь · e7 чёрная пешка · f7 чёрная пешка · g7 чёрная пешка · h7 чёрная пешка · c6 чёрная пешка · g5 белый конь · d4 белая пешка · a2 белая пешка · b2 белая пешка · c2 белая пешка · f2 белая пешка · g2 белая пешка · h2 белая пешка · a1 белая ладья · c1 белый слон · d1 белый ферзь · e1 белый король · f1 белый слон · g1 белый конь · h1 белая ладья | a8 чёрная ладья · c8 чёрный слон · d8 чёрный ферзь · e8 чёрный король · f8 чёрный слон · g8 чёрный конь · h8 чёрная ладья · a7 чёрная пешка · b7 чёрная пешка · d7 чёрный конь · e7 чёрная пешка · f7 чёрная пешка · g7 чёрная пешка · h7 чёрная пешка · c6 чёрная пешка · g5 белый конь · d4 белая пешка · a2 белая пешка · b2 белая пешка · c2 белая пешка · f2 белая пешка · g2 белая пешка · h2 белая пешка · a1 белая ладья · c1 белый слон · d1 белый ферзь · e1 белый король · f1 белый слон · g1 белый конь · h1 белая ладья | a8 чёрная ладья · c8 чёрный слон · d8 чёрный ферзь · e8 чёрный король · f8 чёрный слон · g8 чёрный конь · h8 чёрная ладья · a7 чёрная пешка · b7 чёрная пешка · d7 чёрный конь · e7 чёрная пешка · f7 чёрная пешка · g7 чёрная пешка · h7 чёрная пешка · c6 чёрная пешка · g5 белый конь · d4 белая пешка · a2 белая пешка · b2 белая пешка · c2 белая пешка · f2 белая пешка · g2 белая пешка · h2 белая пешка · a1 белая ладья · c1 белый слон · d1 белый ферзь · e1 белый король · f1 белый слон · g1 белый конь · h1 белая ладья | a8 чёрная ладья · c8 чёрный слон · d8 чёрный ферзь · e8 чёрный король · f8 чёрный слон · g8 чёрный конь · h8 чёрная ладья · a7 чёрная пешка · b7 чёрная пешка · d7 чёрный конь · e7 чёрная пешка · f7 чёрная пешка · g7 чёрная пешка · h7 чёрная пешка · c6 чёрная пешка · g5 белый конь · d4 белая пешка · a2 белая пешка · b2 белая пешка · c2 белая пешка · f2 белая пешка · g2 белая пешка · h2 белая пешка · a1 белая ладья · c1 белый слон · d1 белый ферзь · e1 белый король · f1 белый слон · g1 белый конь · h1 белая ладья | 4 |
| 3 | a8 чёрная ладья · c8 чёрный слон · d8 чёрный ферзь · e8 чёрный король · f8 чёрный слон · g8 чёрный конь · h8 чёрная ладья · a7 чёрная пешка · b7 чёрная пешка · d7 чёрный конь · e7 чёрная пешка · f7 чёрная пешка · g7 чёрная пешка · h7 чёрная пешка · c6 чёрная пешка · g5 белый конь · d4 белая пешка · a2 белая пешка · b2 белая пешка · c2 белая пешка · f2 белая пешка · g2 белая пешка · h2 белая пешка · a1 белая ладья · c1 белый слон · d1 белый ферзь · e1 белый король · f1 белый слон · g1 белый конь · h1 белая ладья | a8 чёрная ладья · c8 чёрный слон · d8 чёрный ферзь · e8 чёрный король · f8 чёрный слон · g8 чёрный конь · h8 чёрная ладья · a7 чёрная пешка · b7 чёрная пешка · d7 чёрный конь · e7 чёрная пешка · f7 чёрная пешка · g7 чёрная пешка · h7 чёрная пешка · c6 чёрная пешка · g5 белый конь · d4 белая пешка · a2 белая пешка · b2 белая пешка · c2 белая пешка · f2 белая пешка · g2 белая пешка · h2 белая пешка · a1 белая ладья · c1 белый слон · d1 белый ферзь · e1 белый король · f1 белый слон · g1 белый конь · h1 белая ладья | a8 чёрная ладья · c8 чёрный слон · d8 чёрный ферзь · e8 чёрный король · f8 чёрный слон · g8 чёрный конь · h8 чёрная ладья · a7 чёрная пешка · b7 чёрная пешка · d7 чёрный конь · e7 чёрная пешка · f7 чёрная пешка · g7 чёрная пешка · h7 чёрная пешка · c6 чёрная пешка · g5 белый конь · d4 белая пешка · a2 белая пешка · b2 белая пешка · c2 белая пешка · f2 белая пешка · g2 белая пешка · h2 белая пешка · a1 белая ладья · c1 белый слон · d1 белый ферзь · e1 белый король · f1 белый слон · g1 белый конь · h1 белая ладья | a8 чёрная ладья · c8 чёрный слон · d8 чёрный ферзь · e8 чёрный король · f8 чёрный слон · g8 чёрный конь · h8 чёрная ладья · a7 чёрная пешка · b7 чёрная пешка · d7 чёрный конь · e7 чёрная пешка · f7 чёрная пешка · g7 чёрная пешка · h7 чёрная пешка · c6 чёрная пешка · g5 белый конь · d4 белая пешка · a2 белая пешка · b2 белая пешка · c2 белая пешка · f2 белая пешка · g2 белая пешка · h2 белая пешка · a1 белая ладья · c1 белый слон · d1 белый ферзь · e1 белый король · f1 белый слон · g1 белый конь · h1 белая ладья | a8 чёрная ладья · c8 чёрный слон · d8 чёрный ферзь · e8 чёрный король · f8 чёрный слон · g8 чёрный конь · h8 чёрная ладья · a7 чёрная пешка · b7 чёрная пешка · d7 чёрный конь · e7 чёрная пешка · f7 чёрная пешка · g7 чёрная пешка · h7 чёрная пешка · c6 чёрная пешка · g5 белый конь · d4 белая пешка · a2 белая пешка · b2 белая пешка · c2 белая пешка · f2 белая пешка · g2 белая пешка · h2 белая пешка · a1 белая ладья · c1 белый слон · d1 белый ферзь · e1 белый король · f1 белый слон · g1 белый конь · h1 белая ладья | a8 чёрная ладья · c8 чёрный слон · d8 чёрный ферзь · e8 чёрный король · f8 чёрный слон · g8 чёрный конь · h8 чёрная ладья · a7 чёрная пешка · b7 чёрная пешка · d7 чёрный конь · e7 чёрная пешка · f7 чёрная пешка · g7 чёрная пешка · h7 чёрная пешка · c6 чёрная пешка · g5 белый конь · d4 белая пешка · a2 белая пешка · b2 белая пешка · c2 белая пешка · f2 белая пешка · g2 белая пешка · h2 белая пешка · a1 белая ладья · c1 белый слон · d1 белый ферзь · e1 белый король · f1 белый слон · g1 белый конь · h1 белая ладья | a8 чёрная ладья · c8 чёрный слон · d8 чёрный ферзь · e8 чёрный король · f8 чёрный слон · g8 чёрный конь · h8 чёрная ладья · a7 чёрная пешка · b7 чёрная пешка · d7 чёрный конь · e7 чёрная пешка · f7 чёрная пешка · g7 чёрная пешка · h7 чёрная пешка · c6 чёрная пешка · g5 белый конь · d4 белая пешка · a2 белая пешка · b2 белая пешка · c2 белая пешка · f2 белая пешка · g2 белая пешка · h2 белая пешка · a1 белая ладья · c1 белый слон · d1 белый ферзь · e1 белый король · f1 белый слон · g1 белый конь · h1 белая ладья | a8 чёрная ладья · c8 чёрный слон · d8 чёрный ферзь · e8 чёрный король · f8 чёрный слон · g8 чёрный конь · h8 чёрная ладья · a7 чёрная пешка · b7 чёрная пешка · d7 чёрный конь · e7 чёрная пешка · f7 чёрная пешка · g7 чёрная пешка · h7 чёрная пешка · c6 чёрная пешка · g5 белый конь · d4 белая пешка · a2 белая пешка · b2 белая пешка · c2 белая пешка · f2 белая пешка · g2 белая пешка · h2 белая пешка · a1 белая ладья · c1 белый слон · d1 белый ферзь · e1 белый король · f1 белый слон · g1 белый конь · h1 белая ладья | 3 |
| 2 | a8 чёрная ладья · c8 чёрный слон · d8 чёрный ферзь · e8 чёрный король · f8 чёрный слон · g8 чёрный конь · h8 чёрная ладья · a7 чёрная пешка · b7 чёрная пешка · d7 чёрный конь · e7 чёрная пешка · f7 чёрная пешка · g7 чёрная пешка · h7 чёрная пешка · c6 чёрная пешка · g5 белый конь · d4 белая пешка · a2 белая пешка · b2 белая пешка · c2 белая пешка · f2 белая пешка · g2 белая пешка · h2 белая пешка · a1 белая ладья · c1 белый слон · d1 белый ферзь · e1 белый король · f1 белый слон · g1 белый конь · h1 белая ладья | a8 чёрная ладья · c8 чёрный слон · d8 чёрный ферзь · e8 чёрный король · f8 чёрный слон · g8 чёрный конь · h8 чёрная ладья · a7 чёрная пешка · b7 чёрная пешка · d7 чёрный конь · e7 чёрная пешка · f7 чёрная пешка · g7 чёрная пешка · h7 чёрная пешка · c6 чёрная пешка · g5 белый конь · d4 белая пешка · a2 белая пешка · b2 белая пешка · c2 белая пешка · f2 белая пешка · g2 белая пешка · h2 белая пешка · a1 белая ладья · c1 белый слон · d1 белый ферзь · e1 белый король · f1 белый слон · g1 белый конь · h1 белая ладья | a8 чёрная ладья · c8 чёрный слон · d8 чёрный ферзь · e8 чёрный король · f8 чёрный слон · g8 чёрный конь · h8 чёрная ладья · a7 чёрная пешка · b7 чёрная пешка · d7 чёрный конь · e7 чёрная пешка · f7 чёрная пешка · g7 чёрная пешка · h7 чёрная пешка · c6 чёрная пешка · g5 белый конь · d4 белая пешка · a2 белая пешка · b2 белая пешка · c2 белая пешка · f2 белая пешка · g2 белая пешка · h2 белая пешка · a1 белая ладья · c1 белый слон · d1 белый ферзь · e1 белый король · f1 белый слон · g1 белый конь · h1 белая ладья | a8 чёрная ладья · c8 чёрный слон · d8 чёрный ферзь · e8 чёрный король · f8 чёрный слон · g8 чёрный конь · h8 чёрная ладья · a7 чёрная пешка · b7 чёрная пешка · d7 чёрный конь · e7 чёрная пешка · f7 чёрная пешка · g7 чёрная пешка · h7 чёрная пешка · c6 чёрная пешка · g5 белый конь · d4 белая пешка · a2 белая пешка · b2 белая пешка · c2 белая пешка · f2 белая пешка · g2 белая пешка · h2 белая пешка · a1 белая ладья · c1 белый слон · d1 белый ферзь · e1 белый король · f1 белый слон · g1 белый конь · h1 белая ладья | a8 чёрная ладья · c8 чёрный слон · d8 чёрный ферзь · e8 чёрный король · f8 чёрный слон · g8 чёрный конь · h8 чёрная ладья · a7 чёрная пешка · b7 чёрная пешка · d7 чёрный конь · e7 чёрная пешка · f7 чёрная пешка · g7 чёрная пешка · h7 чёрная пешка · c6 чёрная пешка · g5 белый конь · d4 белая пешка · a2 белая пешка · b2 белая пешка · c2 белая пешка · f2 белая пешка · g2 белая пешка · h2 белая пешка · a1 белая ладья · c1 белый слон · d1 белый ферзь · e1 белый король · f1 белый слон · g1 белый конь · h1 белая ладья | a8 чёрная ладья · c8 чёрный слон · d8 чёрный ферзь · e8 чёрный король · f8 чёрный слон · g8 чёрный конь · h8 чёрная ладья · a7 чёрная пешка · b7 чёрная пешка · d7 чёрный конь · e7 чёрная пешка · f7 чёрная пешка · g7 чёрная пешка · h7 чёрная пешка · c6 чёрная пешка · g5 белый конь · d4 белая пешка · a2 белая пешка · b2 белая пешка · c2 белая пешка · f2 белая пешка · g2 белая пешка · h2 белая пешка · a1 белая ладья · c1 белый слон · d1 белый ферзь · e1 белый король · f1 белый слон · g1 белый конь · h1 белая ладья | a8 чёрная ладья · c8 чёрный слон · d8 чёрный ферзь · e8 чёрный король · f8 чёрный слон · g8 чёрный конь · h8 чёрная ладья · a7 чёрная пешка · b7 чёрная пешка · d7 чёрный конь · e7 чёрная пешка · f7 чёрная пешка · g7 чёрная пешка · h7 чёрная пешка · c6 чёрная пешка · g5 белый конь · d4 белая пешка · a2 белая пешка · b2 белая пешка · c2 белая пешка · f2 белая пешка · g2 белая пешка · h2 белая пешка · a1 белая ладья · c1 белый слон · d1 белый ферзь · e1 белый король · f1 белый слон · g1 белый конь · h1 белая ладья | a8 чёрная ладья · c8 чёрный слон · d8 чёрный ферзь · e8 чёрный король · f8 чёрный слон · g8 чёрный конь · h8 чёрная ладья · a7 чёрная пешка · b7 чёрная пешка · d7 чёрный конь · e7 чёрная пешка · f7 чёрная пешка · g7 чёрная пешка · h7 чёрная пешка · c6 чёрная пешка · g5 белый конь · d4 белая пешка · a2 белая пешка · b2 белая пешка · c2 белая пешка · f2 белая пешка · g2 белая пешка · h2 белая пешка · a1 белая ладья · c1 белый слон · d1 белый ферзь · e1 белый король · f1 белый слон · g1 белый конь · h1 белая ладья | 2 |
| 1 | a8 чёрная ладья · c8 чёрный слон · d8 чёрный ферзь · e8 чёрный король · f8 чёрный слон · g8 чёрный конь · h8 чёрная ладья · a7 чёрная пешка · b7 чёрная пешка · d7 чёрный конь · e7 чёрная пешка · f7 чёрная пешка · g7 чёрная пешка · h7 чёрная пешка · c6 чёрная пешка · g5 белый конь · d4 белая пешка · a2 белая пешка · b2 белая пешка · c2 белая пешка · f2 белая пешка · g2 белая пешка · h2 белая пешка · a1 белая ладья · c1 белый слон · d1 белый ферзь · e1 белый король · f1 белый слон · g1 белый конь · h1 белая ладья | a8 чёрная ладья · c8 чёрный слон · d8 чёрный ферзь · e8 чёрный король · f8 чёрный слон · g8 чёрный конь · h8 чёрная ладья · a7 чёрная пешка · b7 чёрная пешка · d7 чёрный конь · e7 чёрная пешка · f7 чёрная пешка · g7 чёрная пешка · h7 чёрная пешка · c6 чёрная пешка · g5 белый конь · d4 белая пешка · a2 белая пешка · b2 белая пешка · c2 белая пешка · f2 белая пешка · g2 белая пешка · h2 белая пешка · a1 белая ладья · c1 белый слон · d1 белый ферзь · e1 белый король · f1 белый слон · g1 белый конь · h1 белая ладья | a8 чёрная ладья · c8 чёрный слон · d8 чёрный ферзь · e8 чёрный король · f8 чёрный слон · g8 чёрный конь · h8 чёрная ладья · a7 чёрная пешка · b7 чёрная пешка · d7 чёрный конь · e7 чёрная пешка · f7 чёрная пешка · g7 чёрная пешка · h7 чёрная пешка · c6 чёрная пешка · g5 белый конь · d4 белая пешка · a2 белая пешка · b2 белая пешка · c2 белая пешка · f2 белая пешка · g2 белая пешка · h2 белая пешка · a1 белая ладья · c1 белый слон · d1 белый ферзь · e1 белый король · f1 белый слон · g1 белый конь · h1 белая ладья | a8 чёрная ладья · c8 чёрный слон · d8 чёрный ферзь · e8 чёрный король · f8 чёрный слон · g8 чёрный конь · h8 чёрная ладья · a7 чёрная пешка · b7 чёрная пешка · d7 чёрный конь · e7 чёрная пешка · f7 чёрная пешка · g7 чёрная пешка · h7 чёрная пешка · c6 чёрная пешка · g5 белый конь · d4 белая пешка · a2 белая пешка · b2 белая пешка · c2 белая пешка · f2 белая пешка · g2 белая пешка · h2 белая пешка · a1 белая ладья · c1 белый слон · d1 белый ферзь · e1 белый король · f1 белый слон · g1 белый конь · h1 белая ладья | a8 чёрная ладья · c8 чёрный слон · d8 чёрный ферзь · e8 чёрный король · f8 чёрный слон · g8 чёрный конь · h8 чёрная ладья · a7 чёрная пешка · b7 чёрная пешка · d7 чёрный конь · e7 чёрная пешка · f7 чёрная пешка · g7 чёрная пешка · h7 чёрная пешка · c6 чёрная пешка · g5 белый конь · d4 белая пешка · a2 белая пешка · b2 белая пешка · c2 белая пешка · f2 белая пешка · g2 белая пешка · h2 белая пешка · a1 белая ладья · c1 белый слон · d1 белый ферзь · e1 белый король · f1 белый слон · g1 белый конь · h1 белая ладья | a8 чёрная ладья · c8 чёрный слон · d8 чёрный ферзь · e8 чёрный король · f8 чёрный слон · g8 чёрный конь · h8 чёрная ладья · a7 чёрная пешка · b7 чёрная пешка · d7 чёрный конь · e7 чёрная пешка · f7 чёрная пешка · g7 чёрная пешка · h7 чёрная пешка · c6 чёрная пешка · g5 белый конь · d4 белая пешка · a2 белая пешка · b2 белая пешка · c2 белая пешка · f2 белая пешка · g2 белая пешка · h2 белая пешка · a1 белая ладья · c1 белый слон · d1 белый ферзь · e1 белый король · f1 белый слон · g1 белый конь · h1 белая ладья | a8 чёрная ладья · c8 чёрный слон · d8 чёрный ферзь · e8 чёрный король · f8 чёрный слон · g8 чёрный конь · h8 чёрная ладья · a7 чёрная пешка · b7 чёрная пешка · d7 чёрный конь · e7 чёрная пешка · f7 чёрная пешка · g7 чёрная пешка · h7 чёрная пешка · c6 чёрная пешка · g5 белый конь · d4 белая пешка · a2 белая пешка · b2 белая пешка · c2 белая пешка · f2 белая пешка · g2 белая пешка · h2 белая пешка · a1 белая ладья · c1 белый слон · d1 белый ферзь · e1 белый король · f1 белый слон · g1 белый конь · h1 белая ладья | a8 чёрная ладья · c8 чёрный слон · d8 чёрный ферзь · e8 чёрный король · f8 чёрный слон · g8 чёрный конь · h8 чёрная ладья · a7 чёрная пешка · b7 чёрная пешка · d7 чёрный конь · e7 чёрная пешка · f7 чёрная пешка · g7 чёрная пешка · h7 чёрная пешка · c6 чёрная пешка · g5 белый конь · d4 белая пешка · a2 белая пешка · b2 белая пешка · c2 белая пешка · f2 белая пешка · g2 белая пешка · h2 белая пешка · a1 белая ладья · c1 белый слон · d1 белый ферзь · e1 белый король · f1 белый слон · g1 белый конь · h1 белая ладья | 1 |
|   | a | b | c | d | e | f | g | h |   |

|   | a | b | c | d | e | f | g | h |   |
| - | --- | --- | --- | --- | --- | --- | --- | --- | - |
| 8 | a8 чёрная ладья · c8 чёрный слон · d8 чёрный ферзь · e8 чёрный король · f8 чёрный слон · h8 чёрная ладья · a7 чёрная пешка · b7 чёрная пешка · d7 чёрный конь · f7 чёрная пешка · g7 чёрная пешка · c6 чёрная пешка · e6 чёрная пешка · f6 чёрный конь · h6 чёрная пешка · g5 белый конь · d4 белая пешка · d3 белый слон · f3 белый конь · a2 белая пешка · b2 белая пешка · c2 белая пешка · f2 белая пешка · g2 белая пешка · h2 белая пешка · a1 белая ладья · c1 белый слон · d1 белый ферзь · e1 белый король · h1 белая ладья | a8 чёрная ладья · c8 чёрный слон · d8 чёрный ферзь · e8 чёрный король · f8 чёрный слон · h8 чёрная ладья · a7 чёрная пешка · b7 чёрная пешка · d7 чёрный конь · f7 чёрная пешка · g7 чёрная пешка · c6 чёрная пешка · e6 чёрная пешка · f6 чёрный конь · h6 чёрная пешка · g5 белый конь · d4 белая пешка · d3 белый слон · f3 белый конь · a2 белая пешка · b2 белая пешка · c2 белая пешка · f2 белая пешка · g2 белая пешка · h2 белая пешка · a1 белая ладья · c1 белый слон · d1 белый ферзь · e1 белый король · h1 белая ладья | a8 чёрная ладья · c8 чёрный слон · d8 чёрный ферзь · e8 чёрный король · f8 чёрный слон · h8 чёрная ладья · a7 чёрная пешка · b7 чёрная пешка · d7 чёрный конь · f7 чёрная пешка · g7 чёрная пешка · c6 чёрная пешка · e6 чёрная пешка · f6 чёрный конь · h6 чёрная пешка · g5 белый конь · d4 белая пешка · d3 белый слон · f3 белый конь · a2 белая пешка · b2 белая пешка · c2 белая пешка · f2 белая пешка · g2 белая пешка · h2 белая пешка · a1 белая ладья · c1 белый слон · d1 белый ферзь · e1 белый король · h1 белая ладья | a8 чёрная ладья · c8 чёрный слон · d8 чёрный ферзь · e8 чёрный король · f8 чёрный слон · h8 чёрная ладья · a7 чёрная пешка · b7 чёрная пешка · d7 чёрный конь · f7 чёрная пешка · g7 чёрная пешка · c6 чёрная пешка · e6 чёрная пешка · f6 чёрный конь · h6 чёрная пешка · g5 белый конь · d4 белая пешка · d3 белый слон · f3 белый конь · a2 белая пешка · b2 белая пешка · c2 белая пешка · f2 белая пешка · g2 белая пешка · h2 белая пешка · a1 белая ладья · c1 белый слон · d1 белый ферзь · e1 белый король · h1 белая ладья | a8 чёрная ладья · c8 чёрный слон · d8 чёрный ферзь · e8 чёрный король · f8 чёрный слон · h8 чёрная ладья · a7 чёрная пешка · b7 чёрная пешка · d7 чёрный конь · f7 чёрная пешка · g7 чёрная пешка · c6 чёрная пешка · e6 чёрная пешка · f6 чёрный конь · h6 чёрная пешка · g5 белый конь · d4 белая пешка · d3 белый слон · f3 белый конь · a2 белая пешка · b2 белая пешка · c2 белая пешка · f2 белая пешка · g2 белая пешка · h2 белая пешка · a1 белая ладья · c1 белый слон · d1 белый ферзь · e1 белый король · h1 белая ладья | a8 чёрная ладья · c8 чёрный слон · d8 чёрный ферзь · e8 чёрный король · f8 чёрный слон · h8 чёрная ладья · a7 чёрная пешка · b7 чёрная пешка · d7 чёрный конь · f7 чёрная пешка · g7 чёрная пешка · c6 чёрная пешка · e6 чёрная пешка · f6 чёрный конь · h6 чёрная пешка · g5 белый конь · d4 белая пешка · d3 белый слон · f3 белый конь · a2 белая пешка · b2 белая пешка · c2 белая пешка · f2 белая пешка · g2 белая пешка · h2 белая пешка · a1 белая ладья · c1 белый слон · d1 белый ферзь · e1 белый король · h1 белая ладья | a8 чёрная ладья · c8 чёрный слон · d8 чёрный ферзь · e8 чёрный король · f8 чёрный слон · h8 чёрная ладья · a7 чёрная пешка · b7 чёрная пешка · d7 чёрный конь · f7 чёрная пешка · g7 чёрная пешка · c6 чёрная пешка · e6 чёрная пешка · f6 чёрный конь · h6 чёрная пешка · g5 белый конь · d4 белая пешка · d3 белый слон · f3 белый конь · a2 белая пешка · b2 белая пешка · c2 белая пешка · f2 белая пешка · g2 белая пешка · h2 белая пешка · a1 белая ладья · c1 белый слон · d1 белый ферзь · e1 белый король · h1 белая ладья | a8 чёрная ладья · c8 чёрный слон · d8 чёрный ферзь · e8 чёрный король · f8 чёрный слон · h8 чёрная ладья · a7 чёрная пешка · b7 чёрная пешка · d7 чёрный конь · f7 чёрная пешка · g7 чёрная пешка · c6 чёрная пешка · e6 чёрная пешка · f6 чёрный конь · h6 чёрная пешка · g5 белый конь · d4 белая пешка · d3 белый слон · f3 белый конь · a2 белая пешка · b2 белая пешка · c2 белая пешка · f2 белая пешка · g2 белая пешка · h2 белая пешка · a1 белая ладья · c1 белый слон · d1 белый ферзь · e1 белый король · h1 белая ладья | 8 |
| 7 | a8 чёрная ладья · c8 чёрный слон · d8 чёрный ферзь · e8 чёрный король · f8 чёрный слон · h8 чёрная ладья · a7 чёрная пешка · b7 чёрная пешка · d7 чёрный конь · f7 чёрная пешка · g7 чёрная пешка · c6 чёрная пешка · e6 чёрная пешка · f6 чёрный конь · h6 чёрная пешка · g5 белый конь · d4 белая пешка · d3 белый слон · f3 белый конь · a2 белая пешка · b2 белая пешка · c2 белая пешка · f2 белая пешка · g2 белая пешка · h2 белая пешка · a1 белая ладья · c1 белый слон · d1 белый ферзь · e1 белый король · h1 белая ладья | a8 чёрная ладья · c8 чёрный слон · d8 чёрный ферзь · e8 чёрный король · f8 чёрный слон · h8 чёрная ладья · a7 чёрная пешка · b7 чёрная пешка · d7 чёрный конь · f7 чёрная пешка · g7 чёрная пешка · c6 чёрная пешка · e6 чёрная пешка · f6 чёрный конь · h6 чёрная пешка · g5 белый конь · d4 белая пешка · d3 белый слон · f3 белый конь · a2 белая пешка · b2 белая пешка · c2 белая пешка · f2 белая пешка · g2 белая пешка · h2 белая пешка · a1 белая ладья · c1 белый слон · d1 белый ферзь · e1 белый король · h1 белая ладья | a8 чёрная ладья · c8 чёрный слон · d8 чёрный ферзь · e8 чёрный король · f8 чёрный слон · h8 чёрная ладья · a7 чёрная пешка · b7 чёрная пешка · d7 чёрный конь · f7 чёрная пешка · g7 чёрная пешка · c6 чёрная пешка · e6 чёрная пешка · f6 чёрный конь · h6 чёрная пешка · g5 белый конь · d4 белая пешка · d3 белый слон · f3 белый конь · a2 белая пешка · b2 белая пешка · c2 белая пешка · f2 белая пешка · g2 белая пешка · h2 белая пешка · a1 белая ладья · c1 белый слон · d1 белый ферзь · e1 белый король · h1 белая ладья | a8 чёрная ладья · c8 чёрный слон · d8 чёрный ферзь · e8 чёрный король · f8 чёрный слон · h8 чёрная ладья · a7 чёрная пешка · b7 чёрная пешка · d7 чёрный конь · f7 чёрная пешка · g7 чёрная пешка · c6 чёрная пешка · e6 чёрная пешка · f6 чёрный конь · h6 чёрная пешка · g5 белый конь · d4 белая пешка · d3 белый слон · f3 белый конь · a2 белая пешка · b2 белая пешка · c2 белая пешка · f2 белая пешка · g2 белая пешка · h2 белая пешка · a1 белая ладья · c1 белый слон · d1 белый ферзь · e1 белый король · h1 белая ладья | a8 чёрная ладья · c8 чёрный слон · d8 чёрный ферзь · e8 чёрный король · f8 чёрный слон · h8 чёрная ладья · a7 чёрная пешка · b7 чёрная пешка · d7 чёрный конь · f7 чёрная пешка · g7 чёрная пешка · c6 чёрная пешка · e6 чёрная пешка · f6 чёрный конь · h6 чёрная пешка · g5 белый конь · d4 белая пешка · d3 белый слон · f3 белый конь · a2 белая пешка · b2 белая пешка · c2 белая пешка · f2 белая пешка · g2 белая пешка · h2 белая пешка · a1 белая ладья · c1 белый слон · d1 белый ферзь · e1 белый король · h1 белая ладья | a8 чёрная ладья · c8 чёрный слон · d8 чёрный ферзь · e8 чёрный король · f8 чёрный слон · h8 чёрная ладья · a7 чёрная пешка · b7 чёрная пешка · d7 чёрный конь · f7 чёрная пешка · g7 чёрная пешка · c6 чёрная пешка · e6 чёрная пешка · f6 чёрный конь · h6 чёрная пешка · g5 белый конь · d4 белая пешка · d3 белый слон · f3 белый конь · a2 белая пешка · b2 белая пешка · c2 белая пешка · f2 белая пешка · g2 белая пешка · h2 белая пешка · a1 белая ладья · c1 белый слон · d1 белый ферзь · e1 белый король · h1 белая ладья | a8 чёрная ладья · c8 чёрный слон · d8 чёрный ферзь · e8 чёрный король · f8 чёрный слон · h8 чёрная ладья · a7 чёрная пешка · b7 чёрная пешка · d7 чёрный конь · f7 чёрная пешка · g7 чёрная пешка · c6 чёрная пешка · e6 чёрная пешка · f6 чёрный конь · h6 чёрная пешка · g5 белый конь · d4 белая пешка · d3 белый слон · f3 белый конь · a2 белая пешка · b2 белая пешка · c2 белая пешка · f2 белая пешка · g2 белая пешка · h2 белая пешка · a1 белая ладья · c1 белый слон · d1 белый ферзь · e1 белый король · h1 белая ладья | a8 чёрная ладья · c8 чёрный слон · d8 чёрный ферзь · e8 чёрный король · f8 чёрный слон · h8 чёрная ладья · a7 чёрная пешка · b7 чёрная пешка · d7 чёрный конь · f7 чёрная пешка · g7 чёрная пешка · c6 чёрная пешка · e6 чёрная пешка · f6 чёрный конь · h6 чёрная пешка · g5 белый конь · d4 белая пешка · d3 белый слон · f3 белый конь · a2 белая пешка · b2 белая пешка · c2 белая пешка · f2 белая пешка · g2 белая пешка · h2 белая пешка · a1 белая ладья · c1 белый слон · d1 белый ферзь · e1 белый король · h1 белая ладья | 7 |
| 6 | a8 чёрная ладья · c8 чёрный слон · d8 чёрный ферзь · e8 чёрный король · f8 чёрный слон · h8 чёрная ладья · a7 чёрная пешка · b7 чёрная пешка · d7 чёрный конь · f7 чёрная пешка · g7 чёрная пешка · c6 чёрная пешка · e6 чёрная пешка · f6 чёрный конь · h6 чёрная пешка · g5 белый конь · d4 белая пешка · d3 белый слон · f3 белый конь · a2 белая пешка · b2 белая пешка · c2 белая пешка · f2 белая пешка · g2 белая пешка · h2 белая пешка · a1 белая ладья · c1 белый слон · d1 белый ферзь · e1 белый король · h1 белая ладья | a8 чёрная ладья · c8 чёрный слон · d8 чёрный ферзь · e8 чёрный король · f8 чёрный слон · h8 чёрная ладья · a7 чёрная пешка · b7 чёрная пешка · d7 чёрный конь · f7 чёрная пешка · g7 чёрная пешка · c6 чёрная пешка · e6 чёрная пешка · f6 чёрный конь · h6 чёрная пешка · g5 белый конь · d4 белая пешка · d3 белый слон · f3 белый конь · a2 белая пешка · b2 белая пешка · c2 белая пешка · f2 белая пешка · g2 белая пешка · h2 белая пешка · a1 белая ладья · c1 белый слон · d1 белый ферзь · e1 белый король · h1 белая ладья | a8 чёрная ладья · c8 чёрный слон · d8 чёрный ферзь · e8 чёрный король · f8 чёрный слон · h8 чёрная ладья · a7 чёрная пешка · b7 чёрная пешка · d7 чёрный конь · f7 чёрная пешка · g7 чёрная пешка · c6 чёрная пешка · e6 чёрная пешка · f6 чёрный конь · h6 чёрная пешка · g5 белый конь · d4 белая пешка · d3 белый слон · f3 белый конь · a2 белая пешка · b2 белая пешка · c2 белая пешка · f2 белая пешка · g2 белая пешка · h2 белая пешка · a1 белая ладья · c1 белый слон · d1 белый ферзь · e1 белый король · h1 белая ладья | a8 чёрная ладья · c8 чёрный слон · d8 чёрный ферзь · e8 чёрный король · f8 чёрный слон · h8 чёрная ладья · a7 чёрная пешка · b7 чёрная пешка · d7 чёрный конь · f7 чёрная пешка · g7 чёрная пешка · c6 чёрная пешка · e6 чёрная пешка · f6 чёрный конь · h6 чёрная пешка · g5 белый конь · d4 белая пешка · d3 белый слон · f3 белый конь · a2 белая пешка · b2 белая пешка · c2 белая пешка · f2 белая пешка · g2 белая пешка · h2 белая пешка · a1 белая ладья · c1 белый слон · d1 белый ферзь · e1 белый король · h1 белая ладья | a8 чёрная ладья · c8 чёрный слон · d8 чёрный ферзь · e8 чёрный король · f8 чёрный слон · h8 чёрная ладья · a7 чёрная пешка · b7 чёрная пешка · d7 чёрный конь · f7 чёрная пешка · g7 чёрная пешка · c6 чёрная пешка · e6 чёрная пешка · f6 чёрный конь · h6 чёрная пешка · g5 белый конь · d4 белая пешка · d3 белый слон · f3 белый конь · a2 белая пешка · b2 белая пешка · c2 белая пешка · f2 белая пешка · g2 белая пешка · h2 белая пешка · a1 белая ладья · c1 белый слон · d1 белый ферзь · e1 белый король · h1 белая ладья | a8 чёрная ладья · c8 чёрный слон · d8 чёрный ферзь · e8 чёрный король · f8 чёрный слон · h8 чёрная ладья · a7 чёрная пешка · b7 чёрная пешка · d7 чёрный конь · f7 чёрная пешка · g7 чёрная пешка · c6 чёрная пешка · e6 чёрная пешка · f6 чёрный конь · h6 чёрная пешка · g5 белый конь · d4 белая пешка · d3 белый слон · f3 белый конь · a2 белая пешка · b2 белая пешка · c2 белая пешка · f2 белая пешка · g2 белая пешка · h2 белая пешка · a1 белая ладья · c1 белый слон · d1 белый ферзь · e1 белый король · h1 белая ладья | a8 чёрная ладья · c8 чёрный слон · d8 чёрный ферзь · e8 чёрный король · f8 чёрный слон · h8 чёрная ладья · a7 чёрная пешка · b7 чёрная пешка · d7 чёрный конь · f7 чёрная пешка · g7 чёрная пешка · c6 чёрная пешка · e6 чёрная пешка · f6 чёрный конь · h6 чёрная пешка · g5 белый конь · d4 белая пешка · d3 белый слон · f3 белый конь · a2 белая пешка · b2 белая пешка · c2 белая пешка · f2 белая пешка · g2 белая пешка · h2 белая пешка · a1 белая ладья · c1 белый слон · d1 белый ферзь · e1 белый король · h1 белая ладья | a8 чёрная ладья · c8 чёрный слон · d8 чёрный ферзь · e8 чёрный король · f8 чёрный слон · h8 чёрная ладья · a7 чёрная пешка · b7 чёрная пешка · d7 чёрный конь · f7 чёрная пешка · g7 чёрная пешка · c6 чёрная пешка · e6 чёрная пешка · f6 чёрный конь · h6 чёрная пешка · g5 белый конь · d4 белая пешка · d3 белый слон · f3 белый конь · a2 белая пешка · b2 белая пешка · c2 белая пешка · f2 белая пешка · g2 белая пешка · h2 белая пешка · a1 белая ладья · c1 белый слон · d1 белый ферзь · e1 белый король · h1 белая ладья | 6 |
| 5 | a8 чёрная ладья · c8 чёрный слон · d8 чёрный ферзь · e8 чёрный король · f8 чёрный слон · h8 чёрная ладья · a7 чёрная пешка · b7 чёрная пешка · d7 чёрный конь · f7 чёрная пешка · g7 чёрная пешка · c6 чёрная пешка · e6 чёрная пешка · f6 чёрный конь · h6 чёрная пешка · g5 белый конь · d4 белая пешка · d3 белый слон · f3 белый конь · a2 белая пешка · b2 белая пешка · c2 белая пешка · f2 белая пешка · g2 белая пешка · h2 белая пешка · a1 белая ладья · c1 белый слон · d1 белый ферзь · e1 белый король · h1 белая ладья | a8 чёрная ладья · c8 чёрный слон · d8 чёрный ферзь · e8 чёрный король · f8 чёрный слон · h8 чёрная ладья · a7 чёрная пешка · b7 чёрная пешка · d7 чёрный конь · f7 чёрная пешка · g7 чёрная пешка · c6 чёрная пешка · e6 чёрная пешка · f6 чёрный конь · h6 чёрная пешка · g5 белый конь · d4 белая пешка · d3 белый слон · f3 белый конь · a2 белая пешка · b2 белая пешка · c2 белая пешка · f2 белая пешка · g2 белая пешка · h2 белая пешка · a1 белая ладья · c1 белый слон · d1 белый ферзь · e1 белый король · h1 белая ладья | a8 чёрная ладья · c8 чёрный слон · d8 чёрный ферзь · e8 чёрный король · f8 чёрный слон · h8 чёрная ладья · a7 чёрная пешка · b7 чёрная пешка · d7 чёрный конь · f7 чёрная пешка · g7 чёрная пешка · c6 чёрная пешка · e6 чёрная пешка · f6 чёрный конь · h6 чёрная пешка · g5 белый конь · d4 белая пешка · d3 белый слон · f3 белый конь · a2 белая пешка · b2 белая пешка · c2 белая пешка · f2 белая пешка · g2 белая пешка · h2 белая пешка · a1 белая ладья · c1 белый слон · d1 белый ферзь · e1 белый король · h1 белая ладья | a8 чёрная ладья · c8 чёрный слон · d8 чёрный ферзь · e8 чёрный король · f8 чёрный слон · h8 чёрная ладья · a7 чёрная пешка · b7 чёрная пешка · d7 чёрный конь · f7 чёрная пешка · g7 чёрная пешка · c6 чёрная пешка · e6 чёрная пешка · f6 чёрный конь · h6 чёрная пешка · g5 белый конь · d4 белая пешка · d3 белый слон · f3 белый конь · a2 белая пешка · b2 белая пешка · c2 белая пешка · f2 белая пешка · g2 белая пешка · h2 белая пешка · a1 белая ладья · c1 белый слон · d1 белый ферзь · e1 белый король · h1 белая ладья | a8 чёрная ладья · c8 чёрный слон · d8 чёрный ферзь · e8 чёрный король · f8 чёрный слон · h8 чёрная ладья · a7 чёрная пешка · b7 чёрная пешка · d7 чёрный конь · f7 чёрная пешка · g7 чёрная пешка · c6 чёрная пешка · e6 чёрная пешка · f6 чёрный конь · h6 чёрная пешка · g5 белый конь · d4 белая пешка · d3 белый слон · f3 белый конь · a2 белая пешка · b2 белая пешка · c2 белая пешка · f2 белая пешка · g2 белая пешка · h2 белая пешка · a1 белая ладья · c1 белый слон · d1 белый ферзь · e1 белый король · h1 белая ладья | a8 чёрная ладья · c8 чёрный слон · d8 чёрный ферзь · e8 чёрный король · f8 чёрный слон · h8 чёрная ладья · a7 чёрная пешка · b7 чёрная пешка · d7 чёрный конь · f7 чёрная пешка · g7 чёрная пешка · c6 чёрная пешка · e6 чёрная пешка · f6 чёрный конь · h6 чёрная пешка · g5 белый конь · d4 белая пешка · d3 белый слон · f3 белый конь · a2 белая пешка · b2 белая пешка · c2 белая пешка · f2 белая пешка · g2 белая пешка · h2 белая пешка · a1 белая ладья · c1 белый слон · d1 белый ферзь · e1 белый король · h1 белая ладья | a8 чёрная ладья · c8 чёрный слон · d8 чёрный ферзь · e8 чёрный король · f8 чёрный слон · h8 чёрная ладья · a7 чёрная пешка · b7 чёрная пешка · d7 чёрный конь · f7 чёрная пешка · g7 чёрная пешка · c6 чёрная пешка · e6 чёрная пешка · f6 чёрный конь · h6 чёрная пешка · g5 белый конь · d4 белая пешка · d3 белый слон · f3 белый конь · a2 белая пешка · b2 белая пешка · c2 белая пешка · f2 белая пешка · g2 белая пешка · h2 белая пешка · a1 белая ладья · c1 белый слон · d1 белый ферзь · e1 белый король · h1 белая ладья | a8 чёрная ладья · c8 чёрный слон · d8 чёрный ферзь · e8 чёрный король · f8 чёрный слон · h8 чёрная ладья · a7 чёрная пешка · b7 чёрная пешка · d7 чёрный конь · f7 чёрная пешка · g7 чёрная пешка · c6 чёрная пешка · e6 чёрная пешка · f6 чёрный конь · h6 чёрная пешка · g5 белый конь · d4 белая пешка · d3 белый слон · f3 белый конь · a2 белая пешка · b2 белая пешка · c2 белая пешка · f2 белая пешка · g2 белая пешка · h2 белая пешка · a1 белая ладья · c1 белый слон · d1 белый ферзь · e1 белый король · h1 белая ладья | 5 |
| 4 | a8 чёрная ладья · c8 чёрный слон · d8 чёрный ферзь · e8 чёрный король · f8 чёрный слон · h8 чёрная ладья · a7 чёрная пешка · b7 чёрная пешка · d7 чёрный конь · f7 чёрная пешка · g7 чёрная пешка · c6 чёрная пешка · e6 чёрная пешка · f6 чёрный конь · h6 чёрная пешка · g5 белый конь · d4 белая пешка · d3 белый слон · f3 белый конь · a2 белая пешка · b2 белая пешка · c2 белая пешка · f2 белая пешка · g2 белая пешка · h2 белая пешка · a1 белая ладья · c1 белый слон · d1 белый ферзь · e1 белый король · h1 белая ладья | a8 чёрная ладья · c8 чёрный слон · d8 чёрный ферзь · e8 чёрный король · f8 чёрный слон · h8 чёрная ладья · a7 чёрная пешка · b7 чёрная пешка · d7 чёрный конь · f7 чёрная пешка · g7 чёрная пешка · c6 чёрная пешка · e6 чёрная пешка · f6 чёрный конь · h6 чёрная пешка · g5 белый конь · d4 белая пешка · d3 белый слон · f3 белый конь · a2 белая пешка · b2 белая пешка · c2 белая пешка · f2 белая пешка · g2 белая пешка · h2 белая пешка · a1 белая ладья · c1 белый слон · d1 белый ферзь · e1 белый король · h1 белая ладья | a8 чёрная ладья · c8 чёрный слон · d8 чёрный ферзь · e8 чёрный король · f8 чёрный слон · h8 чёрная ладья · a7 чёрная пешка · b7 чёрная пешка · d7 чёрный конь · f7 чёрная пешка · g7 чёрная пешка · c6 чёрная пешка · e6 чёрная пешка · f6 чёрный конь · h6 чёрная пешка · g5 белый конь · d4 белая пешка · d3 белый слон · f3 белый конь · a2 белая пешка · b2 белая пешка · c2 белая пешка · f2 белая пешка · g2 белая пешка · h2 белая пешка · a1 белая ладья · c1 белый слон · d1 белый ферзь · e1 белый король · h1 белая ладья | a8 чёрная ладья · c8 чёрный слон · d8 чёрный ферзь · e8 чёрный король · f8 чёрный слон · h8 чёрная ладья · a7 чёрная пешка · b7 чёрная пешка · d7 чёрный конь · f7 чёрная пешка · g7 чёрная пешка · c6 чёрная пешка · e6 чёрная пешка · f6 чёрный конь · h6 чёрная пешка · g5 белый конь · d4 белая пешка · d3 белый слон · f3 белый конь · a2 белая пешка · b2 белая пешка · c2 белая пешка · f2 белая пешка · g2 белая пешка · h2 белая пешка · a1 белая ладья · c1 белый слон · d1 белый ферзь · e1 белый король · h1 белая ладья | a8 чёрная ладья · c8 чёрный слон · d8 чёрный ферзь · e8 чёрный король · f8 чёрный слон · h8 чёрная ладья · a7 чёрная пешка · b7 чёрная пешка · d7 чёрный конь · f7 чёрная пешка · g7 чёрная пешка · c6 чёрная пешка · e6 чёрная пешка · f6 чёрный конь · h6 чёрная пешка · g5 белый конь · d4 белая пешка · d3 белый слон · f3 белый конь · a2 белая пешка · b2 белая пешка · c2 белая пешка · f2 белая пешка · g2 белая пешка · h2 белая пешка · a1 белая ладья · c1 белый слон · d1 белый ферзь · e1 белый король · h1 белая ладья | a8 чёрная ладья · c8 чёрный слон · d8 чёрный ферзь · e8 чёрный король · f8 чёрный слон · h8 чёрная ладья · a7 чёрная пешка · b7 чёрная пешка · d7 чёрный конь · f7 чёрная пешка · g7 чёрная пешка · c6 чёрная пешка · e6 чёрная пешка · f6 чёрный конь · h6 чёрная пешка · g5 белый конь · d4 белая пешка · d3 белый слон · f3 белый конь · a2 белая пешка · b2 белая пешка · c2 белая пешка · f2 белая пешка · g2 белая пешка · h2 белая пешка · a1 белая ладья · c1 белый слон · d1 белый ферзь · e1 белый король · h1 белая ладья | a8 чёрная ладья · c8 чёрный слон · d8 чёрный ферзь · e8 чёрный король · f8 чёрный слон · h8 чёрная ладья · a7 чёрная пешка · b7 чёрная пешка · d7 чёрный конь · f7 чёрная пешка · g7 чёрная пешка · c6 чёрная пешка · e6 чёрная пешка · f6 чёрный конь · h6 чёрная пешка · g5 белый конь · d4 белая пешка · d3 белый слон · f3 белый конь · a2 белая пешка · b2 белая пешка · c2 белая пешка · f2 белая пешка · g2 белая пешка · h2 белая пешка · a1 белая ладья · c1 белый слон · d1 белый ферзь · e1 белый король · h1 белая ладья | a8 чёрная ладья · c8 чёрный слон · d8 чёрный ферзь · e8 чёрный король · f8 чёрный слон · h8 чёрная ладья · a7 чёрная пешка · b7 чёрная пешка · d7 чёрный конь · f7 чёрная пешка · g7 чёрная пешка · c6 чёрная пешка · e6 чёрная пешка · f6 чёрный конь · h6 чёрная пешка · g5 белый конь · d4 белая пешка · d3 белый слон · f3 белый конь · a2 белая пешка · b2 белая пешка · c2 белая пешка · f2 белая пешка · g2 белая пешка · h2 белая пешка · a1 белая ладья · c1 белый слон · d1 белый ферзь · e1 белый король · h1 белая ладья | 4 |
| 3 | a8 чёрная ладья · c8 чёрный слон · d8 чёрный ферзь · e8 чёрный король · f8 чёрный слон · h8 чёрная ладья · a7 чёрная пешка · b7 чёрная пешка · d7 чёрный конь · f7 чёрная пешка · g7 чёрная пешка · c6 чёрная пешка · e6 чёрная пешка · f6 чёрный конь · h6 чёрная пешка · g5 белый конь · d4 белая пешка · d3 белый слон · f3 белый конь · a2 белая пешка · b2 белая пешка · c2 белая пешка · f2 белая пешка · g2 белая пешка · h2 белая пешка · a1 белая ладья · c1 белый слон · d1 белый ферзь · e1 белый король · h1 белая ладья | a8 чёрная ладья · c8 чёрный слон · d8 чёрный ферзь · e8 чёрный король · f8 чёрный слон · h8 чёрная ладья · a7 чёрная пешка · b7 чёрная пешка · d7 чёрный конь · f7 чёрная пешка · g7 чёрная пешка · c6 чёрная пешка · e6 чёрная пешка · f6 чёрный конь · h6 чёрная пешка · g5 белый конь · d4 белая пешка · d3 белый слон · f3 белый конь · a2 белая пешка · b2 белая пешка · c2 белая пешка · f2 белая пешка · g2 белая пешка · h2 белая пешка · a1 белая ладья · c1 белый слон · d1 белый ферзь · e1 белый король · h1 белая ладья | a8 чёрная ладья · c8 чёрный слон · d8 чёрный ферзь · e8 чёрный король · f8 чёрный слон · h8 чёрная ладья · a7 чёрная пешка · b7 чёрная пешка · d7 чёрный конь · f7 чёрная пешка · g7 чёрная пешка · c6 чёрная пешка · e6 чёрная пешка · f6 чёрный конь · h6 чёрная пешка · g5 белый конь · d4 белая пешка · d3 белый слон · f3 белый конь · a2 белая пешка · b2 белая пешка · c2 белая пешка · f2 белая пешка · g2 белая пешка · h2 белая пешка · a1 белая ладья · c1 белый слон · d1 белый ферзь · e1 белый король · h1 белая ладья | a8 чёрная ладья · c8 чёрный слон · d8 чёрный ферзь · e8 чёрный король · f8 чёрный слон · h8 чёрная ладья · a7 чёрная пешка · b7 чёрная пешка · d7 чёрный конь · f7 чёрная пешка · g7 чёрная пешка · c6 чёрная пешка · e6 чёрная пешка · f6 чёрный конь · h6 чёрная пешка · g5 белый конь · d4 белая пешка · d3 белый слон · f3 белый конь · a2 белая пешка · b2 белая пешка · c2 белая пешка · f2 белая пешка · g2 белая пешка · h2 белая пешка · a1 белая ладья · c1 белый слон · d1 белый ферзь · e1 белый король · h1 белая ладья | a8 чёрная ладья · c8 чёрный слон · d8 чёрный ферзь · e8 чёрный король · f8 чёрный слон · h8 чёрная ладья · a7 чёрная пешка · b7 чёрная пешка · d7 чёрный конь · f7 чёрная пешка · g7 чёрная пешка · c6 чёрная пешка · e6 чёрная пешка · f6 чёрный конь · h6 чёрная пешка · g5 белый конь · d4 белая пешка · d3 белый слон · f3 белый конь · a2 белая пешка · b2 белая пешка · c2 белая пешка · f2 белая пешка · g2 белая пешка · h2 белая пешка · a1 белая ладья · c1 белый слон · d1 белый ферзь · e1 белый король · h1 белая ладья | a8 чёрная ладья · c8 чёрный слон · d8 чёрный ферзь · e8 чёрный король · f8 чёрный слон · h8 чёрная ладья · a7 чёрная пешка · b7 чёрная пешка · d7 чёрный конь · f7 чёрная пешка · g7 чёрная пешка · c6 чёрная пешка · e6 чёрная пешка · f6 чёрный конь · h6 чёрная пешка · g5 белый конь · d4 белая пешка · d3 белый слон · f3 белый конь · a2 белая пешка · b2 белая пешка · c2 белая пешка · f2 белая пешка · g2 белая пешка · h2 белая пешка · a1 белая ладья · c1 белый слон · d1 белый ферзь · e1 белый король · h1 белая ладья | a8 чёрная ладья · c8 чёрный слон · d8 чёрный ферзь · e8 чёрный король · f8 чёрный слон · h8 чёрная ладья · a7 чёрная пешка · b7 чёрная пешка · d7 чёрный конь · f7 чёрная пешка · g7 чёрная пешка · c6 чёрная пешка · e6 чёрная пешка · f6 чёрный конь · h6 чёрная пешка · g5 белый конь · d4 белая пешка · d3 белый слон · f3 белый конь · a2 белая пешка · b2 белая пешка · c2 белая пешка · f2 белая пешка · g2 белая пешка · h2 белая пешка · a1 белая ладья · c1 белый слон · d1 белый ферзь · e1 белый король · h1 белая ладья | a8 чёрная ладья · c8 чёрный слон · d8 чёрный ферзь · e8 чёрный король · f8 чёрный слон · h8 чёрная ладья · a7 чёрная пешка · b7 чёрная пешка · d7 чёрный конь · f7 чёрная пешка · g7 чёрная пешка · c6 чёрная пешка · e6 чёрная пешка · f6 чёрный конь · h6 чёрная пешка · g5 белый конь · d4 белая пешка · d3 белый слон · f3 белый конь · a2 белая пешка · b2 белая пешка · c2 белая пешка · f2 белая пешка · g2 белая пешка · h2 белая пешка · a1 белая ладья · c1 белый слон · d1 белый ферзь · e1 белый король · h1 белая ладья | 3 |
| 2 | a8 чёрная ладья · c8 чёрный слон · d8 чёрный ферзь · e8 чёрный король · f8 чёрный слон · h8 чёрная ладья · a7 чёрная пешка · b7 чёрная пешка · d7 чёрный конь · f7 чёрная пешка · g7 чёрная пешка · c6 чёрная пешка · e6 чёрная пешка · f6 чёрный конь · h6 чёрная пешка · g5 белый конь · d4 белая пешка · d3 белый слон · f3 белый конь · a2 белая пешка · b2 белая пешка · c2 белая пешка · f2 белая пешка · g2 белая пешка · h2 белая пешка · a1 белая ладья · c1 белый слон · d1 белый ферзь · e1 белый король · h1 белая ладья | a8 чёрная ладья · c8 чёрный слон · d8 чёрный ферзь · e8 чёрный король · f8 чёрный слон · h8 чёрная ладья · a7 чёрная пешка · b7 чёрная пешка · d7 чёрный конь · f7 чёрная пешка · g7 чёрная пешка · c6 чёрная пешка · e6 чёрная пешка · f6 чёрный конь · h6 чёрная пешка · g5 белый конь · d4 белая пешка · d3 белый слон · f3 белый конь · a2 белая пешка · b2 белая пешка · c2 белая пешка · f2 белая пешка · g2 белая пешка · h2 белая пешка · a1 белая ладья · c1 белый слон · d1 белый ферзь · e1 белый король · h1 белая ладья | a8 чёрная ладья · c8 чёрный слон · d8 чёрный ферзь · e8 чёрный король · f8 чёрный слон · h8 чёрная ладья · a7 чёрная пешка · b7 чёрная пешка · d7 чёрный конь · f7 чёрная пешка · g7 чёрная пешка · c6 чёрная пешка · e6 чёрная пешка · f6 чёрный конь · h6 чёрная пешка · g5 белый конь · d4 белая пешка · d3 белый слон · f3 белый конь · a2 белая пешка · b2 белая пешка · c2 белая пешка · f2 белая пешка · g2 белая пешка · h2 белая пешка · a1 белая ладья · c1 белый слон · d1 белый ферзь · e1 белый король · h1 белая ладья | a8 чёрная ладья · c8 чёрный слон · d8 чёрный ферзь · e8 чёрный король · f8 чёрный слон · h8 чёрная ладья · a7 чёрная пешка · b7 чёрная пешка · d7 чёрный конь · f7 чёрная пешка · g7 чёрная пешка · c6 чёрная пешка · e6 чёрная пешка · f6 чёрный конь · h6 чёрная пешка · g5 белый конь · d4 белая пешка · d3 белый слон · f3 белый конь · a2 белая пешка · b2 белая пешка · c2 белая пешка · f2 белая пешка · g2 белая пешка · h2 белая пешка · a1 белая ладья · c1 белый слон · d1 белый ферзь · e1 белый король · h1 белая ладья | a8 чёрная ладья · c8 чёрный слон · d8 чёрный ферзь · e8 чёрный король · f8 чёрный слон · h8 чёрная ладья · a7 чёрная пешка · b7 чёрная пешка · d7 чёрный конь · f7 чёрная пешка · g7 чёрная пешка · c6 чёрная пешка · e6 чёрная пешка · f6 чёрный конь · h6 чёрная пешка · g5 белый конь · d4 белая пешка · d3 белый слон · f3 белый конь · a2 белая пешка · b2 белая пешка · c2 белая пешка · f2 белая пешка · g2 белая пешка · h2 белая пешка · a1 белая ладья · c1 белый слон · d1 белый ферзь · e1 белый король · h1 белая ладья | a8 чёрная ладья · c8 чёрный слон · d8 чёрный ферзь · e8 чёрный король · f8 чёрный слон · h8 чёрная ладья · a7 чёрная пешка · b7 чёрная пешка · d7 чёрный конь · f7 чёрная пешка · g7 чёрная пешка · c6 чёрная пешка · e6 чёрная пешка · f6 чёрный конь · h6 чёрная пешка · g5 белый конь · d4 белая пешка · d3 белый слон · f3 белый конь · a2 белая пешка · b2 белая пешка · c2 белая пешка · f2 белая пешка · g2 белая пешка · h2 белая пешка · a1 белая ладья · c1 белый слон · d1 белый ферзь · e1 белый король · h1 белая ладья | a8 чёрная ладья · c8 чёрный слон · d8 чёрный ферзь · e8 чёрный король · f8 чёрный слон · h8 чёрная ладья · a7 чёрная пешка · b7 чёрная пешка · d7 чёрный конь · f7 чёрная пешка · g7 чёрная пешка · c6 чёрная пешка · e6 чёрная пешка · f6 чёрный конь · h6 чёрная пешка · g5 белый конь · d4 белая пешка · d3 белый слон · f3 белый конь · a2 белая пешка · b2 белая пешка · c2 белая пешка · f2 белая пешка · g2 белая пешка · h2 белая пешка · a1 белая ладья · c1 белый слон · d1 белый ферзь · e1 белый король · h1 белая ладья | a8 чёрная ладья · c8 чёрный слон · d8 чёрный ферзь · e8 чёрный король · f8 чёрный слон · h8 чёрная ладья · a7 чёрная пешка · b7 чёрная пешка · d7 чёрный конь · f7 чёрная пешка · g7 чёрная пешка · c6 чёрная пешка · e6 чёрная пешка · f6 чёрный конь · h6 чёрная пешка · g5 белый конь · d4 белая пешка · d3 белый слон · f3 белый конь · a2 белая пешка · b2 белая пешка · c2 белая пешка · f2 белая пешка · g2 белая пешка · h2 белая пешка · a1 белая ладья · c1 белый слон · d1 белый ферзь · e1 белый король · h1 белая ладья | 2 |
| 1 | a8 чёрная ладья · c8 чёрный слон · d8 чёрный ферзь · e8 чёрный король · f8 чёрный слон · h8 чёрная ладья · a7 чёрная пешка · b7 чёрная пешка · d7 чёрный конь · f7 чёрная пешка · g7 чёрная пешка · c6 чёрная пешка · e6 чёрная пешка · f6 чёрный конь · h6 чёрная пешка · g5 белый конь · d4 белая пешка · d3 белый слон · f3 белый конь · a2 белая пешка · b2 белая пешка · c2 белая пешка · f2 белая пешка · g2 белая пешка · h2 белая пешка · a1 белая ладья · c1 белый слон · d1 белый ферзь · e1 белый король · h1 белая ладья | a8 чёрная ладья · c8 чёрный слон · d8 чёрный ферзь · e8 чёрный король · f8 чёрный слон · h8 чёрная ладья · a7 чёрная пешка · b7 чёрная пешка · d7 чёрный конь · f7 чёрная пешка · g7 чёрная пешка · c6 чёрная пешка · e6 чёрная пешка · f6 чёрный конь · h6 чёрная пешка · g5 белый конь · d4 белая пешка · d3 белый слон · f3 белый конь · a2 белая пешка · b2 белая пешка · c2 белая пешка · f2 белая пешка · g2 белая пешка · h2 белая пешка · a1 белая ладья · c1 белый слон · d1 белый ферзь · e1 белый король · h1 белая ладья | a8 чёрная ладья · c8 чёрный слон · d8 чёрный ферзь · e8 чёрный король · f8 чёрный слон · h8 чёрная ладья · a7 чёрная пешка · b7 чёрная пешка · d7 чёрный конь · f7 чёрная пешка · g7 чёрная пешка · c6 чёрная пешка · e6 чёрная пешка · f6 чёрный конь · h6 чёрная пешка · g5 белый конь · d4 белая пешка · d3 белый слон · f3 белый конь · a2 белая пешка · b2 белая пешка · c2 белая пешка · f2 белая пешка · g2 белая пешка · h2 белая пешка · a1 белая ладья · c1 белый слон · d1 белый ферзь · e1 белый король · h1 белая ладья | a8 чёрная ладья · c8 чёрный слон · d8 чёрный ферзь · e8 чёрный король · f8 чёрный слон · h8 чёрная ладья · a7 чёрная пешка · b7 чёрная пешка · d7 чёрный конь · f7 чёрная пешка · g7 чёрная пешка · c6 чёрная пешка · e6 чёрная пешка · f6 чёрный конь · h6 чёрная пешка · g5 белый конь · d4 белая пешка · d3 белый слон · f3 белый конь · a2 белая пешка · b2 белая пешка · c2 белая пешка · f2 белая пешка · g2 белая пешка · h2 белая пешка · a1 белая ладья · c1 белый слон · d1 белый ферзь · e1 белый король · h1 белая ладья | a8 чёрная ладья · c8 чёрный слон · d8 чёрный ферзь · e8 чёрный король · f8 чёрный слон · h8 чёрная ладья · a7 чёрная пешка · b7 чёрная пешка · d7 чёрный конь · f7 чёрная пешка · g7 чёрная пешка · c6 чёрная пешка · e6 чёрная пешка · f6 чёрный конь · h6 чёрная пешка · g5 белый конь · d4 белая пешка · d3 белый слон · f3 белый конь · a2 белая пешка · b2 белая пешка · c2 белая пешка · f2 белая пешка · g2 белая пешка · h2 белая пешка · a1 белая ладья · c1 белый слон · d1 белый ферзь · e1 белый король · h1 белая ладья | a8 чёрная ладья · c8 чёрный слон · d8 чёрный ферзь · e8 чёрный король · f8 чёрный слон · h8 чёрная ладья · a7 чёрная пешка · b7 чёрная пешка · d7 чёрный конь · f7 чёрная пешка · g7 чёрная пешка · c6 чёрная пешка · e6 чёрная пешка · f6 чёрный конь · h6 чёрная пешка · g5 белый конь · d4 белая пешка · d3 белый слон · f3 белый конь · a2 белая пешка · b2 белая пешка · c2 белая пешка · f2 белая пешка · g2 белая пешка · h2 белая пешка · a1 белая ладья · c1 белый слон · d1 белый ферзь · e1 белый король · h1 белая ладья | a8 чёрная ладья · c8 чёрный слон · d8 чёрный ферзь · e8 чёрный король · f8 чёрный слон · h8 чёрная ладья · a7 чёрная пешка · b7 чёрная пешка · d7 чёрный конь · f7 чёрная пешка · g7 чёрная пешка · c6 чёрная пешка · e6 чёрная пешка · f6 чёрный конь · h6 чёрная пешка · g5 белый конь · d4 белая пешка · d3 белый слон · f3 белый конь · a2 белая пешка · b2 белая пешка · c2 белая пешка · f2 белая пешка · g2 белая пешка · h2 белая пешка · a1 белая ладья · c1 белый слон · d1 белый ферзь · e1 белый король · h1 белая ладья | a8 чёрная ладья · c8 чёрный слон · d8 чёрный ферзь · e8 чёрный король · f8 чёрный слон · h8 чёрная ладья · a7 чёрная пешка · b7 чёрная пешка · d7 чёрный конь · f7 чёрная пешка · g7 чёрная пешка · c6 чёрная пешка · e6 чёрная пешка · f6 чёрный конь · h6 чёрная пешка · g5 белый конь · d4 белая пешка · d3 белый слон · f3 белый конь · a2 белая пешка · b2 белая пешка · c2 белая пешка · f2 белая пешка · g2 белая пешка · h2 белая пешка · a1 белая ладья · c1 белый слон · d1 белый ферзь · e1 белый король · h1 белая ладья | 1 |
|   | a | b | c | d | e | f | g | h |   |

|   | a | b | c | d | e | f | g | h |   |
| - | --- | --- | --- | --- | --- | --- | --- | --- | - |
| 8 | a8 чёрная ладья · c8 чёрный слон · d8 чёрный король · f8 чёрный слон · h8 чёрная ладья · a7 чёрная пешка · b7 чёрная пешка · d7 чёрный конь · e7 чёрный ферзь · g7 чёрная пешка · c6 чёрная пешка · e6 чёрная пешка · f6 чёрный конь · g6 белый слон · h6 чёрная пешка · d4 белая пешка · f4 белый слон · f3 белый конь · a2 белая пешка · b2 белая пешка · c2 белая пешка · f2 белая пешка · g2 белая пешка · h2 белая пешка · a1 белая ладья · d1 белый ферзь · f1 белая ладья · g1 белый король | a8 чёрная ладья · c8 чёрный слон · d8 чёрный король · f8 чёрный слон · h8 чёрная ладья · a7 чёрная пешка · b7 чёрная пешка · d7 чёрный конь · e7 чёрный ферзь · g7 чёрная пешка · c6 чёрная пешка · e6 чёрная пешка · f6 чёрный конь · g6 белый слон · h6 чёрная пешка · d4 белая пешка · f4 белый слон · f3 белый конь · a2 белая пешка · b2 белая пешка · c2 белая пешка · f2 белая пешка · g2 белая пешка · h2 белая пешка · a1 белая ладья · d1 белый ферзь · f1 белая ладья · g1 белый король | a8 чёрная ладья · c8 чёрный слон · d8 чёрный король · f8 чёрный слон · h8 чёрная ладья · a7 чёрная пешка · b7 чёрная пешка · d7 чёрный конь · e7 чёрный ферзь · g7 чёрная пешка · c6 чёрная пешка · e6 чёрная пешка · f6 чёрный конь · g6 белый слон · h6 чёрная пешка · d4 белая пешка · f4 белый слон · f3 белый конь · a2 белая пешка · b2 белая пешка · c2 белая пешка · f2 белая пешка · g2 белая пешка · h2 белая пешка · a1 белая ладья · d1 белый ферзь · f1 белая ладья · g1 белый король | a8 чёрная ладья · c8 чёрный слон · d8 чёрный король · f8 чёрный слон · h8 чёрная ладья · a7 чёрная пешка · b7 чёрная пешка · d7 чёрный конь · e7 чёрный ферзь · g7 чёрная пешка · c6 чёрная пешка · e6 чёрная пешка · f6 чёрный конь · g6 белый слон · h6 чёрная пешка · d4 белая пешка · f4 белый слон · f3 белый конь · a2 белая пешка · b2 белая пешка · c2 белая пешка · f2 белая пешка · g2 белая пешка · h2 белая пешка · a1 белая ладья · d1 белый ферзь · f1 белая ладья · g1 белый король | a8 чёрная ладья · c8 чёрный слон · d8 чёрный король · f8 чёрный слон · h8 чёрная ладья · a7 чёрная пешка · b7 чёрная пешка · d7 чёрный конь · e7 чёрный ферзь · g7 чёрная пешка · c6 чёрная пешка · e6 чёрная пешка · f6 чёрный конь · g6 белый слон · h6 чёрная пешка · d4 белая пешка · f4 белый слон · f3 белый конь · a2 белая пешка · b2 белая пешка · c2 белая пешка · f2 белая пешка · g2 белая пешка · h2 белая пешка · a1 белая ладья · d1 белый ферзь · f1 белая ладья · g1 белый король | a8 чёрная ладья · c8 чёрный слон · d8 чёрный король · f8 чёрный слон · h8 чёрная ладья · a7 чёрная пешка · b7 чёрная пешка · d7 чёрный конь · e7 чёрный ферзь · g7 чёрная пешка · c6 чёрная пешка · e6 чёрная пешка · f6 чёрный конь · g6 белый слон · h6 чёрная пешка · d4 белая пешка · f4 белый слон · f3 белый конь · a2 белая пешка · b2 белая пешка · c2 белая пешка · f2 белая пешка · g2 белая пешка · h2 белая пешка · a1 белая ладья · d1 белый ферзь · f1 белая ладья · g1 белый король | a8 чёрная ладья · c8 чёрный слон · d8 чёрный король · f8 чёрный слон · h8 чёрная ладья · a7 чёрная пешка · b7 чёрная пешка · d7 чёрный конь · e7 чёрный ферзь · g7 чёрная пешка · c6 чёрная пешка · e6 чёрная пешка · f6 чёрный конь · g6 белый слон · h6 чёрная пешка · d4 белая пешка · f4 белый слон · f3 белый конь · a2 белая пешка · b2 белая пешка · c2 белая пешка · f2 белая пешка · g2 белая пешка · h2 белая пешка · a1 белая ладья · d1 белый ферзь · f1 белая ладья · g1 белый король | a8 чёрная ладья · c8 чёрный слон · d8 чёрный король · f8 чёрный слон · h8 чёрная ладья · a7 чёрная пешка · b7 чёрная пешка · d7 чёрный конь · e7 чёрный ферзь · g7 чёрная пешка · c6 чёрная пешка · e6 чёрная пешка · f6 чёрный конь · g6 белый слон · h6 чёрная пешка · d4 белая пешка · f4 белый слон · f3 белый конь · a2 белая пешка · b2 белая пешка · c2 белая пешка · f2 белая пешка · g2 белая пешка · h2 белая пешка · a1 белая ладья · d1 белый ферзь · f1 белая ладья · g1 белый король | 8 |
| 7 | a8 чёрная ладья · c8 чёрный слон · d8 чёрный король · f8 чёрный слон · h8 чёрная ладья · a7 чёрная пешка · b7 чёрная пешка · d7 чёрный конь · e7 чёрный ферзь · g7 чёрная пешка · c6 чёрная пешка · e6 чёрная пешка · f6 чёрный конь · g6 белый слон · h6 чёрная пешка · d4 белая пешка · f4 белый слон · f3 белый конь · a2 белая пешка · b2 белая пешка · c2 белая пешка · f2 белая пешка · g2 белая пешка · h2 белая пешка · a1 белая ладья · d1 белый ферзь · f1 белая ладья · g1 белый король | a8 чёрная ладья · c8 чёрный слон · d8 чёрный король · f8 чёрный слон · h8 чёрная ладья · a7 чёрная пешка · b7 чёрная пешка · d7 чёрный конь · e7 чёрный ферзь · g7 чёрная пешка · c6 чёрная пешка · e6 чёрная пешка · f6 чёрный конь · g6 белый слон · h6 чёрная пешка · d4 белая пешка · f4 белый слон · f3 белый конь · a2 белая пешка · b2 белая пешка · c2 белая пешка · f2 белая пешка · g2 белая пешка · h2 белая пешка · a1 белая ладья · d1 белый ферзь · f1 белая ладья · g1 белый король | a8 чёрная ладья · c8 чёрный слон · d8 чёрный король · f8 чёрный слон · h8 чёрная ладья · a7 чёрная пешка · b7 чёрная пешка · d7 чёрный конь · e7 чёрный ферзь · g7 чёрная пешка · c6 чёрная пешка · e6 чёрная пешка · f6 чёрный конь · g6 белый слон · h6 чёрная пешка · d4 белая пешка · f4 белый слон · f3 белый конь · a2 белая пешка · b2 белая пешка · c2 белая пешка · f2 белая пешка · g2 белая пешка · h2 белая пешка · a1 белая ладья · d1 белый ферзь · f1 белая ладья · g1 белый король | a8 чёрная ладья · c8 чёрный слон · d8 чёрный король · f8 чёрный слон · h8 чёрная ладья · a7 чёрная пешка · b7 чёрная пешка · d7 чёрный конь · e7 чёрный ферзь · g7 чёрная пешка · c6 чёрная пешка · e6 чёрная пешка · f6 чёрный конь · g6 белый слон · h6 чёрная пешка · d4 белая пешка · f4 белый слон · f3 белый конь · a2 белая пешка · b2 белая пешка · c2 белая пешка · f2 белая пешка · g2 белая пешка · h2 белая пешка · a1 белая ладья · d1 белый ферзь · f1 белая ладья · g1 белый король | a8 чёрная ладья · c8 чёрный слон · d8 чёрный король · f8 чёрный слон · h8 чёрная ладья · a7 чёрная пешка · b7 чёрная пешка · d7 чёрный конь · e7 чёрный ферзь · g7 чёрная пешка · c6 чёрная пешка · e6 чёрная пешка · f6 чёрный конь · g6 белый слон · h6 чёрная пешка · d4 белая пешка · f4 белый слон · f3 белый конь · a2 белая пешка · b2 белая пешка · c2 белая пешка · f2 белая пешка · g2 белая пешка · h2 белая пешка · a1 белая ладья · d1 белый ферзь · f1 белая ладья · g1 белый король | a8 чёрная ладья · c8 чёрный слон · d8 чёрный король · f8 чёрный слон · h8 чёрная ладья · a7 чёрная пешка · b7 чёрная пешка · d7 чёрный конь · e7 чёрный ферзь · g7 чёрная пешка · c6 чёрная пешка · e6 чёрная пешка · f6 чёрный конь · g6 белый слон · h6 чёрная пешка · d4 белая пешка · f4 белый слон · f3 белый конь · a2 белая пешка · b2 белая пешка · c2 белая пешка · f2 белая пешка · g2 белая пешка · h2 белая пешка · a1 белая ладья · d1 белый ферзь · f1 белая ладья · g1 белый король | a8 чёрная ладья · c8 чёрный слон · d8 чёрный король · f8 чёрный слон · h8 чёрная ладья · a7 чёрная пешка · b7 чёрная пешка · d7 чёрный конь · e7 чёрный ферзь · g7 чёрная пешка · c6 чёрная пешка · e6 чёрная пешка · f6 чёрный конь · g6 белый слон · h6 чёрная пешка · d4 белая пешка · f4 белый слон · f3 белый конь · a2 белая пешка · b2 белая пешка · c2 белая пешка · f2 белая пешка · g2 белая пешка · h2 белая пешка · a1 белая ладья · d1 белый ферзь · f1 белая ладья · g1 белый король | a8 чёрная ладья · c8 чёрный слон · d8 чёрный король · f8 чёрный слон · h8 чёрная ладья · a7 чёрная пешка · b7 чёрная пешка · d7 чёрный конь · e7 чёрный ферзь · g7 чёрная пешка · c6 чёрная пешка · e6 чёрная пешка · f6 чёрный конь · g6 белый слон · h6 чёрная пешка · d4 белая пешка · f4 белый слон · f3 белый конь · a2 белая пешка · b2 белая пешка · c2 белая пешка · f2 белая пешка · g2 белая пешка · h2 белая пешка · a1 белая ладья · d1 белый ферзь · f1 белая ладья · g1 белый король | 7 |
| 6 | a8 чёрная ладья · c8 чёрный слон · d8 чёрный король · f8 чёрный слон · h8 чёрная ладья · a7 чёрная пешка · b7 чёрная пешка · d7 чёрный конь · e7 чёрный ферзь · g7 чёрная пешка · c6 чёрная пешка · e6 чёрная пешка · f6 чёрный конь · g6 белый слон · h6 чёрная пешка · d4 белая пешка · f4 белый слон · f3 белый конь · a2 белая пешка · b2 белая пешка · c2 белая пешка · f2 белая пешка · g2 белая пешка · h2 белая пешка · a1 белая ладья · d1 белый ферзь · f1 белая ладья · g1 белый король | a8 чёрная ладья · c8 чёрный слон · d8 чёрный король · f8 чёрный слон · h8 чёрная ладья · a7 чёрная пешка · b7 чёрная пешка · d7 чёрный конь · e7 чёрный ферзь · g7 чёрная пешка · c6 чёрная пешка · e6 чёрная пешка · f6 чёрный конь · g6 белый слон · h6 чёрная пешка · d4 белая пешка · f4 белый слон · f3 белый конь · a2 белая пешка · b2 белая пешка · c2 белая пешка · f2 белая пешка · g2 белая пешка · h2 белая пешка · a1 белая ладья · d1 белый ферзь · f1 белая ладья · g1 белый король | a8 чёрная ладья · c8 чёрный слон · d8 чёрный король · f8 чёрный слон · h8 чёрная ладья · a7 чёрная пешка · b7 чёрная пешка · d7 чёрный конь · e7 чёрный ферзь · g7 чёрная пешка · c6 чёрная пешка · e6 чёрная пешка · f6 чёрный конь · g6 белый слон · h6 чёрная пешка · d4 белая пешка · f4 белый слон · f3 белый конь · a2 белая пешка · b2 белая пешка · c2 белая пешка · f2 белая пешка · g2 белая пешка · h2 белая пешка · a1 белая ладья · d1 белый ферзь · f1 белая ладья · g1 белый король | a8 чёрная ладья · c8 чёрный слон · d8 чёрный король · f8 чёрный слон · h8 чёрная ладья · a7 чёрная пешка · b7 чёрная пешка · d7 чёрный конь · e7 чёрный ферзь · g7 чёрная пешка · c6 чёрная пешка · e6 чёрная пешка · f6 чёрный конь · g6 белый слон · h6 чёрная пешка · d4 белая пешка · f4 белый слон · f3 белый конь · a2 белая пешка · b2 белая пешка · c2 белая пешка · f2 белая пешка · g2 белая пешка · h2 белая пешка · a1 белая ладья · d1 белый ферзь · f1 белая ладья · g1 белый король | a8 чёрная ладья · c8 чёрный слон · d8 чёрный король · f8 чёрный слон · h8 чёрная ладья · a7 чёрная пешка · b7 чёрная пешка · d7 чёрный конь · e7 чёрный ферзь · g7 чёрная пешка · c6 чёрная пешка · e6 чёрная пешка · f6 чёрный конь · g6 белый слон · h6 чёрная пешка · d4 белая пешка · f4 белый слон · f3 белый конь · a2 белая пешка · b2 белая пешка · c2 белая пешка · f2 белая пешка · g2 белая пешка · h2 белая пешка · a1 белая ладья · d1 белый ферзь · f1 белая ладья · g1 белый король | a8 чёрная ладья · c8 чёрный слон · d8 чёрный король · f8 чёрный слон · h8 чёрная ладья · a7 чёрная пешка · b7 чёрная пешка · d7 чёрный конь · e7 чёрный ферзь · g7 чёрная пешка · c6 чёрная пешка · e6 чёрная пешка · f6 чёрный конь · g6 белый слон · h6 чёрная пешка · d4 белая пешка · f4 белый слон · f3 белый конь · a2 белая пешка · b2 белая пешка · c2 белая пешка · f2 белая пешка · g2 белая пешка · h2 белая пешка · a1 белая ладья · d1 белый ферзь · f1 белая ладья · g1 белый король | a8 чёрная ладья · c8 чёрный слон · d8 чёрный король · f8 чёрный слон · h8 чёрная ладья · a7 чёрная пешка · b7 чёрная пешка · d7 чёрный конь · e7 чёрный ферзь · g7 чёрная пешка · c6 чёрная пешка · e6 чёрная пешка · f6 чёрный конь · g6 белый слон · h6 чёрная пешка · d4 белая пешка · f4 белый слон · f3 белый конь · a2 белая пешка · b2 белая пешка · c2 белая пешка · f2 белая пешка · g2 белая пешка · h2 белая пешка · a1 белая ладья · d1 белый ферзь · f1 белая ладья · g1 белый король | a8 чёрная ладья · c8 чёрный слон · d8 чёрный король · f8 чёрный слон · h8 чёрная ладья · a7 чёрная пешка · b7 чёрная пешка · d7 чёрный конь · e7 чёрный ферзь · g7 чёрная пешка · c6 чёрная пешка · e6 чёрная пешка · f6 чёрный конь · g6 белый слон · h6 чёрная пешка · d4 белая пешка · f4 белый слон · f3 белый конь · a2 белая пешка · b2 белая пешка · c2 белая пешка · f2 белая пешка · g2 белая пешка · h2 белая пешка · a1 белая ладья · d1 белый ферзь · f1 белая ладья · g1 белый король | 6 |
| 5 | a8 чёрная ладья · c8 чёрный слон · d8 чёрный король · f8 чёрный слон · h8 чёрная ладья · a7 чёрная пешка · b7 чёрная пешка · d7 чёрный конь · e7 чёрный ферзь · g7 чёрная пешка · c6 чёрная пешка · e6 чёрная пешка · f6 чёрный конь · g6 белый слон · h6 чёрная пешка · d4 белая пешка · f4 белый слон · f3 белый конь · a2 белая пешка · b2 белая пешка · c2 белая пешка · f2 белая пешка · g2 белая пешка · h2 белая пешка · a1 белая ладья · d1 белый ферзь · f1 белая ладья · g1 белый король | a8 чёрная ладья · c8 чёрный слон · d8 чёрный король · f8 чёрный слон · h8 чёрная ладья · a7 чёрная пешка · b7 чёрная пешка · d7 чёрный конь · e7 чёрный ферзь · g7 чёрная пешка · c6 чёрная пешка · e6 чёрная пешка · f6 чёрный конь · g6 белый слон · h6 чёрная пешка · d4 белая пешка · f4 белый слон · f3 белый конь · a2 белая пешка · b2 белая пешка · c2 белая пешка · f2 белая пешка · g2 белая пешка · h2 белая пешка · a1 белая ладья · d1 белый ферзь · f1 белая ладья · g1 белый король | a8 чёрная ладья · c8 чёрный слон · d8 чёрный король · f8 чёрный слон · h8 чёрная ладья · a7 чёрная пешка · b7 чёрная пешка · d7 чёрный конь · e7 чёрный ферзь · g7 чёрная пешка · c6 чёрная пешка · e6 чёрная пешка · f6 чёрный конь · g6 белый слон · h6 чёрная пешка · d4 белая пешка · f4 белый слон · f3 белый конь · a2 белая пешка · b2 белая пешка · c2 белая пешка · f2 белая пешка · g2 белая пешка · h2 белая пешка · a1 белая ладья · d1 белый ферзь · f1 белая ладья · g1 белый король | a8 чёрная ладья · c8 чёрный слон · d8 чёрный король · f8 чёрный слон · h8 чёрная ладья · a7 чёрная пешка · b7 чёрная пешка · d7 чёрный конь · e7 чёрный ферзь · g7 чёрная пешка · c6 чёрная пешка · e6 чёрная пешка · f6 чёрный конь · g6 белый слон · h6 чёрная пешка · d4 белая пешка · f4 белый слон · f3 белый конь · a2 белая пешка · b2 белая пешка · c2 белая пешка · f2 белая пешка · g2 белая пешка · h2 белая пешка · a1 белая ладья · d1 белый ферзь · f1 белая ладья · g1 белый король | a8 чёрная ладья · c8 чёрный слон · d8 чёрный король · f8 чёрный слон · h8 чёрная ладья · a7 чёрная пешка · b7 чёрная пешка · d7 чёрный конь · e7 чёрный ферзь · g7 чёрная пешка · c6 чёрная пешка · e6 чёрная пешка · f6 чёрный конь · g6 белый слон · h6 чёрная пешка · d4 белая пешка · f4 белый слон · f3 белый конь · a2 белая пешка · b2 белая пешка · c2 белая пешка · f2 белая пешка · g2 белая пешка · h2 белая пешка · a1 белая ладья · d1 белый ферзь · f1 белая ладья · g1 белый король | a8 чёрная ладья · c8 чёрный слон · d8 чёрный король · f8 чёрный слон · h8 чёрная ладья · a7 чёрная пешка · b7 чёрная пешка · d7 чёрный конь · e7 чёрный ферзь · g7 чёрная пешка · c6 чёрная пешка · e6 чёрная пешка · f6 чёрный конь · g6 белый слон · h6 чёрная пешка · d4 белая пешка · f4 белый слон · f3 белый конь · a2 белая пешка · b2 белая пешка · c2 белая пешка · f2 белая пешка · g2 белая пешка · h2 белая пешка · a1 белая ладья · d1 белый ферзь · f1 белая ладья · g1 белый король | a8 чёрная ладья · c8 чёрный слон · d8 чёрный король · f8 чёрный слон · h8 чёрная ладья · a7 чёрная пешка · b7 чёрная пешка · d7 чёрный конь · e7 чёрный ферзь · g7 чёрная пешка · c6 чёрная пешка · e6 чёрная пешка · f6 чёрный конь · g6 белый слон · h6 чёрная пешка · d4 белая пешка · f4 белый слон · f3 белый конь · a2 белая пешка · b2 белая пешка · c2 белая пешка · f2 белая пешка · g2 белая пешка · h2 белая пешка · a1 белая ладья · d1 белый ферзь · f1 белая ладья · g1 белый король | a8 чёрная ладья · c8 чёрный слон · d8 чёрный король · f8 чёрный слон · h8 чёрная ладья · a7 чёрная пешка · b7 чёрная пешка · d7 чёрный конь · e7 чёрный ферзь · g7 чёрная пешка · c6 чёрная пешка · e6 чёрная пешка · f6 чёрный конь · g6 белый слон · h6 чёрная пешка · d4 белая пешка · f4 белый слон · f3 белый конь · a2 белая пешка · b2 белая пешка · c2 белая пешка · f2 белая пешка · g2 белая пешка · h2 белая пешка · a1 белая ладья · d1 белый ферзь · f1 белая ладья · g1 белый король | 5 |
| 4 | a8 чёрная ладья · c8 чёрный слон · d8 чёрный король · f8 чёрный слон · h8 чёрная ладья · a7 чёрная пешка · b7 чёрная пешка · d7 чёрный конь · e7 чёрный ферзь · g7 чёрная пешка · c6 чёрная пешка · e6 чёрная пешка · f6 чёрный конь · g6 белый слон · h6 чёрная пешка · d4 белая пешка · f4 белый слон · f3 белый конь · a2 белая пешка · b2 белая пешка · c2 белая пешка · f2 белая пешка · g2 белая пешка · h2 белая пешка · a1 белая ладья · d1 белый ферзь · f1 белая ладья · g1 белый король | a8 чёрная ладья · c8 чёрный слон · d8 чёрный король · f8 чёрный слон · h8 чёрная ладья · a7 чёрная пешка · b7 чёрная пешка · d7 чёрный конь · e7 чёрный ферзь · g7 чёрная пешка · c6 чёрная пешка · e6 чёрная пешка · f6 чёрный конь · g6 белый слон · h6 чёрная пешка · d4 белая пешка · f4 белый слон · f3 белый конь · a2 белая пешка · b2 белая пешка · c2 белая пешка · f2 белая пешка · g2 белая пешка · h2 белая пешка · a1 белая ладья · d1 белый ферзь · f1 белая ладья · g1 белый король | a8 чёрная ладья · c8 чёрный слон · d8 чёрный король · f8 чёрный слон · h8 чёрная ладья · a7 чёрная пешка · b7 чёрная пешка · d7 чёрный конь · e7 чёрный ферзь · g7 чёрная пешка · c6 чёрная пешка · e6 чёрная пешка · f6 чёрный конь · g6 белый слон · h6 чёрная пешка · d4 белая пешка · f4 белый слон · f3 белый конь · a2 белая пешка · b2 белая пешка · c2 белая пешка · f2 белая пешка · g2 белая пешка · h2 белая пешка · a1 белая ладья · d1 белый ферзь · f1 белая ладья · g1 белый король | a8 чёрная ладья · c8 чёрный слон · d8 чёрный король · f8 чёрный слон · h8 чёрная ладья · a7 чёрная пешка · b7 чёрная пешка · d7 чёрный конь · e7 чёрный ферзь · g7 чёрная пешка · c6 чёрная пешка · e6 чёрная пешка · f6 чёрный конь · g6 белый слон · h6 чёрная пешка · d4 белая пешка · f4 белый слон · f3 белый конь · a2 белая пешка · b2 белая пешка · c2 белая пешка · f2 белая пешка · g2 белая пешка · h2 белая пешка · a1 белая ладья · d1 белый ферзь · f1 белая ладья · g1 белый король | a8 чёрная ладья · c8 чёрный слон · d8 чёрный король · f8 чёрный слон · h8 чёрная ладья · a7 чёрная пешка · b7 чёрная пешка · d7 чёрный конь · e7 чёрный ферзь · g7 чёрная пешка · c6 чёрная пешка · e6 чёрная пешка · f6 чёрный конь · g6 белый слон · h6 чёрная пешка · d4 белая пешка · f4 белый слон · f3 белый конь · a2 белая пешка · b2 белая пешка · c2 белая пешка · f2 белая пешка · g2 белая пешка · h2 белая пешка · a1 белая ладья · d1 белый ферзь · f1 белая ладья · g1 белый король | a8 чёрная ладья · c8 чёрный слон · d8 чёрный король · f8 чёрный слон · h8 чёрная ладья · a7 чёрная пешка · b7 чёрная пешка · d7 чёрный конь · e7 чёрный ферзь · g7 чёрная пешка · c6 чёрная пешка · e6 чёрная пешка · f6 чёрный конь · g6 белый слон · h6 чёрная пешка · d4 белая пешка · f4 белый слон · f3 белый конь · a2 белая пешка · b2 белая пешка · c2 белая пешка · f2 белая пешка · g2 белая пешка · h2 белая пешка · a1 белая ладья · d1 белый ферзь · f1 белая ладья · g1 белый король | a8 чёрная ладья · c8 чёрный слон · d8 чёрный король · f8 чёрный слон · h8 чёрная ладья · a7 чёрная пешка · b7 чёрная пешка · d7 чёрный конь · e7 чёрный ферзь · g7 чёрная пешка · c6 чёрная пешка · e6 чёрная пешка · f6 чёрный конь · g6 белый слон · h6 чёрная пешка · d4 белая пешка · f4 белый слон · f3 белый конь · a2 белая пешка · b2 белая пешка · c2 белая пешка · f2 белая пешка · g2 белая пешка · h2 белая пешка · a1 белая ладья · d1 белый ферзь · f1 белая ладья · g1 белый король | a8 чёрная ладья · c8 чёрный слон · d8 чёрный король · f8 чёрный слон · h8 чёрная ладья · a7 чёрная пешка · b7 чёрная пешка · d7 чёрный конь · e7 чёрный ферзь · g7 чёрная пешка · c6 чёрная пешка · e6 чёрная пешка · f6 чёрный конь · g6 белый слон · h6 чёрная пешка · d4 белая пешка · f4 белый слон · f3 белый конь · a2 белая пешка · b2 белая пешка · c2 белая пешка · f2 белая пешка · g2 белая пешка · h2 белая пешка · a1 белая ладья · d1 белый ферзь · f1 белая ладья · g1 белый король | 4 |
| 3 | a8 чёрная ладья · c8 чёрный слон · d8 чёрный король · f8 чёрный слон · h8 чёрная ладья · a7 чёрная пешка · b7 чёрная пешка · d7 чёрный конь · e7 чёрный ферзь · g7 чёрная пешка · c6 чёрная пешка · e6 чёрная пешка · f6 чёрный конь · g6 белый слон · h6 чёрная пешка · d4 белая пешка · f4 белый слон · f3 белый конь · a2 белая пешка · b2 белая пешка · c2 белая пешка · f2 белая пешка · g2 белая пешка · h2 белая пешка · a1 белая ладья · d1 белый ферзь · f1 белая ладья · g1 белый король | a8 чёрная ладья · c8 чёрный слон · d8 чёрный король · f8 чёрный слон · h8 чёрная ладья · a7 чёрная пешка · b7 чёрная пешка · d7 чёрный конь · e7 чёрный ферзь · g7 чёрная пешка · c6 чёрная пешка · e6 чёрная пешка · f6 чёрный конь · g6 белый слон · h6 чёрная пешка · d4 белая пешка · f4 белый слон · f3 белый конь · a2 белая пешка · b2 белая пешка · c2 белая пешка · f2 белая пешка · g2 белая пешка · h2 белая пешка · a1 белая ладья · d1 белый ферзь · f1 белая ладья · g1 белый король | a8 чёрная ладья · c8 чёрный слон · d8 чёрный король · f8 чёрный слон · h8 чёрная ладья · a7 чёрная пешка · b7 чёрная пешка · d7 чёрный конь · e7 чёрный ферзь · g7 чёрная пешка · c6 чёрная пешка · e6 чёрная пешка · f6 чёрный конь · g6 белый слон · h6 чёрная пешка · d4 белая пешка · f4 белый слон · f3 белый конь · a2 белая пешка · b2 белая пешка · c2 белая пешка · f2 белая пешка · g2 белая пешка · h2 белая пешка · a1 белая ладья · d1 белый ферзь · f1 белая ладья · g1 белый король | a8 чёрная ладья · c8 чёрный слон · d8 чёрный король · f8 чёрный слон · h8 чёрная ладья · a7 чёрная пешка · b7 чёрная пешка · d7 чёрный конь · e7 чёрный ферзь · g7 чёрная пешка · c6 чёрная пешка · e6 чёрная пешка · f6 чёрный конь · g6 белый слон · h6 чёрная пешка · d4 белая пешка · f4 белый слон · f3 белый конь · a2 белая пешка · b2 белая пешка · c2 белая пешка · f2 белая пешка · g2 белая пешка · h2 белая пешка · a1 белая ладья · d1 белый ферзь · f1 белая ладья · g1 белый король | a8 чёрная ладья · c8 чёрный слон · d8 чёрный король · f8 чёрный слон · h8 чёрная ладья · a7 чёрная пешка · b7 чёрная пешка · d7 чёрный конь · e7 чёрный ферзь · g7 чёрная пешка · c6 чёрная пешка · e6 чёрная пешка · f6 чёрный конь · g6 белый слон · h6 чёрная пешка · d4 белая пешка · f4 белый слон · f3 белый конь · a2 белая пешка · b2 белая пешка · c2 белая пешка · f2 белая пешка · g2 белая пешка · h2 белая пешка · a1 белая ладья · d1 белый ферзь · f1 белая ладья · g1 белый король | a8 чёрная ладья · c8 чёрный слон · d8 чёрный король · f8 чёрный слон · h8 чёрная ладья · a7 чёрная пешка · b7 чёрная пешка · d7 чёрный конь · e7 чёрный ферзь · g7 чёрная пешка · c6 чёрная пешка · e6 чёрная пешка · f6 чёрный конь · g6 белый слон · h6 чёрная пешка · d4 белая пешка · f4 белый слон · f3 белый конь · a2 белая пешка · b2 белая пешка · c2 белая пешка · f2 белая пешка · g2 белая пешка · h2 белая пешка · a1 белая ладья · d1 белый ферзь · f1 белая ладья · g1 белый король | a8 чёрная ладья · c8 чёрный слон · d8 чёрный король · f8 чёрный слон · h8 чёрная ладья · a7 чёрная пешка · b7 чёрная пешка · d7 чёрный конь · e7 чёрный ферзь · g7 чёрная пешка · c6 чёрная пешка · e6 чёрная пешка · f6 чёрный конь · g6 белый слон · h6 чёрная пешка · d4 белая пешка · f4 белый слон · f3 белый конь · a2 белая пешка · b2 белая пешка · c2 белая пешка · f2 белая пешка · g2 белая пешка · h2 белая пешка · a1 белая ладья · d1 белый ферзь · f1 белая ладья · g1 белый король | a8 чёрная ладья · c8 чёрный слон · d8 чёрный король · f8 чёрный слон · h8 чёрная ладья · a7 чёрная пешка · b7 чёрная пешка · d7 чёрный конь · e7 чёрный ферзь · g7 чёрная пешка · c6 чёрная пешка · e6 чёрная пешка · f6 чёрный конь · g6 белый слон · h6 чёрная пешка · d4 белая пешка · f4 белый слон · f3 белый конь · a2 белая пешка · b2 белая пешка · c2 белая пешка · f2 белая пешка · g2 белая пешка · h2 белая пешка · a1 белая ладья · d1 белый ферзь · f1 белая ладья · g1 белый король | 3 |
| 2 | a8 чёрная ладья · c8 чёрный слон · d8 чёрный король · f8 чёрный слон · h8 чёрная ладья · a7 чёрная пешка · b7 чёрная пешка · d7 чёрный конь · e7 чёрный ферзь · g7 чёрная пешка · c6 чёрная пешка · e6 чёрная пешка · f6 чёрный конь · g6 белый слон · h6 чёрная пешка · d4 белая пешка · f4 белый слон · f3 белый конь · a2 белая пешка · b2 белая пешка · c2 белая пешка · f2 белая пешка · g2 белая пешка · h2 белая пешка · a1 белая ладья · d1 белый ферзь · f1 белая ладья · g1 белый король | a8 чёрная ладья · c8 чёрный слон · d8 чёрный король · f8 чёрный слон · h8 чёрная ладья · a7 чёрная пешка · b7 чёрная пешка · d7 чёрный конь · e7 чёрный ферзь · g7 чёрная пешка · c6 чёрная пешка · e6 чёрная пешка · f6 чёрный конь · g6 белый слон · h6 чёрная пешка · d4 белая пешка · f4 белый слон · f3 белый конь · a2 белая пешка · b2 белая пешка · c2 белая пешка · f2 белая пешка · g2 белая пешка · h2 белая пешка · a1 белая ладья · d1 белый ферзь · f1 белая ладья · g1 белый король | a8 чёрная ладья · c8 чёрный слон · d8 чёрный король · f8 чёрный слон · h8 чёрная ладья · a7 чёрная пешка · b7 чёрная пешка · d7 чёрный конь · e7 чёрный ферзь · g7 чёрная пешка · c6 чёрная пешка · e6 чёрная пешка · f6 чёрный конь · g6 белый слон · h6 чёрная пешка · d4 белая пешка · f4 белый слон · f3 белый конь · a2 белая пешка · b2 белая пешка · c2 белая пешка · f2 белая пешка · g2 белая пешка · h2 белая пешка · a1 белая ладья · d1 белый ферзь · f1 белая ладья · g1 белый король | a8 чёрная ладья · c8 чёрный слон · d8 чёрный король · f8 чёрный слон · h8 чёрная ладья · a7 чёрная пешка · b7 чёрная пешка · d7 чёрный конь · e7 чёрный ферзь · g7 чёрная пешка · c6 чёрная пешка · e6 чёрная пешка · f6 чёрный конь · g6 белый слон · h6 чёрная пешка · d4 белая пешка · f4 белый слон · f3 белый конь · a2 белая пешка · b2 белая пешка · c2 белая пешка · f2 белая пешка · g2 белая пешка · h2 белая пешка · a1 белая ладья · d1 белый ферзь · f1 белая ладья · g1 белый король | a8 чёрная ладья · c8 чёрный слон · d8 чёрный король · f8 чёрный слон · h8 чёрная ладья · a7 чёрная пешка · b7 чёрная пешка · d7 чёрный конь · e7 чёрный ферзь · g7 чёрная пешка · c6 чёрная пешка · e6 чёрная пешка · f6 чёрный конь · g6 белый слон · h6 чёрная пешка · d4 белая пешка · f4 белый слон · f3 белый конь · a2 белая пешка · b2 белая пешка · c2 белая пешка · f2 белая пешка · g2 белая пешка · h2 белая пешка · a1 белая ладья · d1 белый ферзь · f1 белая ладья · g1 белый король | a8 чёрная ладья · c8 чёрный слон · d8 чёрный король · f8 чёрный слон · h8 чёрная ладья · a7 чёрная пешка · b7 чёрная пешка · d7 чёрный конь · e7 чёрный ферзь · g7 чёрная пешка · c6 чёрная пешка · e6 чёрная пешка · f6 чёрный конь · g6 белый слон · h6 чёрная пешка · d4 белая пешка · f4 белый слон · f3 белый конь · a2 белая пешка · b2 белая пешка · c2 белая пешка · f2 белая пешка · g2 белая пешка · h2 белая пешка · a1 белая ладья · d1 белый ферзь · f1 белая ладья · g1 белый король | a8 чёрная ладья · c8 чёрный слон · d8 чёрный король · f8 чёрный слон · h8 чёрная ладья · a7 чёрная пешка · b7 чёрная пешка · d7 чёрный конь · e7 чёрный ферзь · g7 чёрная пешка · c6 чёрная пешка · e6 чёрная пешка · f6 чёрный конь · g6 белый слон · h6 чёрная пешка · d4 белая пешка · f4 белый слон · f3 белый конь · a2 белая пешка · b2 белая пешка · c2 белая пешка · f2 белая пешка · g2 белая пешка · h2 белая пешка · a1 белая ладья · d1 белый ферзь · f1 белая ладья · g1 белый король | a8 чёрная ладья · c8 чёрный слон · d8 чёрный король · f8 чёрный слон · h8 чёрная ладья · a7 чёрная пешка · b7 чёрная пешка · d7 чёрный конь · e7 чёрный ферзь · g7 чёрная пешка · c6 чёрная пешка · e6 чёрная пешка · f6 чёрный конь · g6 белый слон · h6 чёрная пешка · d4 белая пешка · f4 белый слон · f3 белый конь · a2 белая пешка · b2 белая пешка · c2 белая пешка · f2 белая пешка · g2 белая пешка · h2 белая пешка · a1 белая ладья · d1 белый ферзь · f1 белая ладья · g1 белый король | 2 |
| 1 | a8 чёрная ладья · c8 чёрный слон · d8 чёрный король · f8 чёрный слон · h8 чёрная ладья · a7 чёрная пешка · b7 чёрная пешка · d7 чёрный конь · e7 чёрный ферзь · g7 чёрная пешка · c6 чёрная пешка · e6 чёрная пешка · f6 чёрный конь · g6 белый слон · h6 чёрная пешка · d4 белая пешка · f4 белый слон · f3 белый конь · a2 белая пешка · b2 белая пешка · c2 белая пешка · f2 белая пешка · g2 белая пешка · h2 белая пешка · a1 белая ладья · d1 белый ферзь · f1 белая ладья · g1 белый король | a8 чёрная ладья · c8 чёрный слон · d8 чёрный король · f8 чёрный слон · h8 чёрная ладья · a7 чёрная пешка · b7 чёрная пешка · d7 чёрный конь · e7 чёрный ферзь · g7 чёрная пешка · c6 чёрная пешка · e6 чёрная пешка · f6 чёрный конь · g6 белый слон · h6 чёрная пешка · d4 белая пешка · f4 белый слон · f3 белый конь · a2 белая пешка · b2 белая пешка · c2 белая пешка · f2 белая пешка · g2 белая пешка · h2 белая пешка · a1 белая ладья · d1 белый ферзь · f1 белая ладья · g1 белый король | a8 чёрная ладья · c8 чёрный слон · d8 чёрный король · f8 чёрный слон · h8 чёрная ладья · a7 чёрная пешка · b7 чёрная пешка · d7 чёрный конь · e7 чёрный ферзь · g7 чёрная пешка · c6 чёрная пешка · e6 чёрная пешка · f6 чёрный конь · g6 белый слон · h6 чёрная пешка · d4 белая пешка · f4 белый слон · f3 белый конь · a2 белая пешка · b2 белая пешка · c2 белая пешка · f2 белая пешка · g2 белая пешка · h2 белая пешка · a1 белая ладья · d1 белый ферзь · f1 белая ладья · g1 белый король | a8 чёрная ладья · c8 чёрный слон · d8 чёрный король · f8 чёрный слон · h8 чёрная ладья · a7 чёрная пешка · b7 чёрная пешка · d7 чёрный конь · e7 чёрный ферзь · g7 чёрная пешка · c6 чёрная пешка · e6 чёрная пешка · f6 чёрный конь · g6 белый слон · h6 чёрная пешка · d4 белая пешка · f4 белый слон · f3 белый конь · a2 белая пешка · b2 белая пешка · c2 белая пешка · f2 белая пешка · g2 белая пешка · h2 белая пешка · a1 белая ладья · d1 белый ферзь · f1 белая ладья · g1 белый король | a8 чёрная ладья · c8 чёрный слон · d8 чёрный король · f8 чёрный слон · h8 чёрная ладья · a7 чёрная пешка · b7 чёрная пешка · d7 чёрный конь · e7 чёрный ферзь · g7 чёрная пешка · c6 чёрная пешка · e6 чёрная пешка · f6 чёрный конь · g6 белый слон · h6 чёрная пешка · d4 белая пешка · f4 белый слон · f3 белый конь · a2 белая пешка · b2 белая пешка · c2 белая пешка · f2 белая пешка · g2 белая пешка · h2 белая пешка · a1 белая ладья · d1 белый ферзь · f1 белая ладья · g1 белый король | a8 чёрная ладья · c8 чёрный слон · d8 чёрный король · f8 чёрный слон · h8 чёрная ладья · a7 чёрная пешка · b7 чёрная пешка · d7 чёрный конь · e7 чёрный ферзь · g7 чёрная пешка · c6 чёрная пешка · e6 чёрная пешка · f6 чёрный конь · g6 белый слон · h6 чёрная пешка · d4 белая пешка · f4 белый слон · f3 белый конь · a2 белая пешка · b2 белая пешка · c2 белая пешка · f2 белая пешка · g2 белая пешка · h2 белая пешка · a1 белая ладья · d1 белый ферзь · f1 белая ладья · g1 белый король | a8 чёрная ладья · c8 чёрный слон · d8 чёрный король · f8 чёрный слон · h8 чёрная ладья · a7 чёрная пешка · b7 чёрная пешка · d7 чёрный конь · e7 чёрный ферзь · g7 чёрная пешка · c6 чёрная пешка · e6 чёрная пешка · f6 чёрный конь · g6 белый слон · h6 чёрная пешка · d4 белая пешка · f4 белый слон · f3 белый конь · a2 белая пешка · b2 белая пешка · c2 белая пешка · f2 белая пешка · g2 белая пешка · h2 белая пешка · a1 белая ладья · d1 белый ферзь · f1 белая ладья · g1 белый король | a8 чёрная ладья · c8 чёрный слон · d8 чёрный король · f8 чёрный слон · h8 чёрная ладья · a7 чёрная пешка · b7 чёрная пешка · d7 чёрный конь · e7 чёрный ферзь · g7 чёрная пешка · c6 чёрная пешка · e6 чёрная пешка · f6 чёрный конь · g6 белый слон · h6 чёрная пешка · d4 белая пешка · f4 белый слон · f3 белый конь · a2 белая пешка · b2 белая пешка · c2 белая пешка · f2 белая пешка · g2 белая пешка · h2 белая пешка · a1 белая ладья · d1 белый ферзь · f1 белая ладья · g1 белый король | 1 |
|   | a | b | c | d | e | f | g | h |   |

|   | a | b | c | d | e | f | g | h |   |
| - | --- | --- | --- | --- | --- | --- | --- | --- | - |
| 8 | a8 чёрная ладья · c8 чёрный король · h8 чёрная ладья · a7 чёрная пешка · d7 чёрный конь · e7 чёрный слон · g7 чёрная пешка · c6 чёрный слон · h6 чёрная пешка · b5 чёрная пешка · d5 чёрный конь · f5 чёрная пешка · c4 белая пешка · d4 белая пешка · d3 белый ферзь · f3 белый конь · g3 белый слон · b2 белая пешка · f2 белая пешка · g2 белая пешка · h2 белая пешка · a1 белая ладья · g1 белый король | a8 чёрная ладья · c8 чёрный король · h8 чёрная ладья · a7 чёрная пешка · d7 чёрный конь · e7 чёрный слон · g7 чёрная пешка · c6 чёрный слон · h6 чёрная пешка · b5 чёрная пешка · d5 чёрный конь · f5 чёрная пешка · c4 белая пешка · d4 белая пешка · d3 белый ферзь · f3 белый конь · g3 белый слон · b2 белая пешка · f2 белая пешка · g2 белая пешка · h2 белая пешка · a1 белая ладья · g1 белый король | a8 чёрная ладья · c8 чёрный король · h8 чёрная ладья · a7 чёрная пешка · d7 чёрный конь · e7 чёрный слон · g7 чёрная пешка · c6 чёрный слон · h6 чёрная пешка · b5 чёрная пешка · d5 чёрный конь · f5 чёрная пешка · c4 белая пешка · d4 белая пешка · d3 белый ферзь · f3 белый конь · g3 белый слон · b2 белая пешка · f2 белая пешка · g2 белая пешка · h2 белая пешка · a1 белая ладья · g1 белый король | a8 чёрная ладья · c8 чёрный король · h8 чёрная ладья · a7 чёрная пешка · d7 чёрный конь · e7 чёрный слон · g7 чёрная пешка · c6 чёрный слон · h6 чёрная пешка · b5 чёрная пешка · d5 чёрный конь · f5 чёрная пешка · c4 белая пешка · d4 белая пешка · d3 белый ферзь · f3 белый конь · g3 белый слон · b2 белая пешка · f2 белая пешка · g2 белая пешка · h2 белая пешка · a1 белая ладья · g1 белый король | a8 чёрная ладья · c8 чёрный король · h8 чёрная ладья · a7 чёрная пешка · d7 чёрный конь · e7 чёрный слон · g7 чёрная пешка · c6 чёрный слон · h6 чёрная пешка · b5 чёрная пешка · d5 чёрный конь · f5 чёрная пешка · c4 белая пешка · d4 белая пешка · d3 белый ферзь · f3 белый конь · g3 белый слон · b2 белая пешка · f2 белая пешка · g2 белая пешка · h2 белая пешка · a1 белая ладья · g1 белый король | a8 чёрная ладья · c8 чёрный король · h8 чёрная ладья · a7 чёрная пешка · d7 чёрный конь · e7 чёрный слон · g7 чёрная пешка · c6 чёрный слон · h6 чёрная пешка · b5 чёрная пешка · d5 чёрный конь · f5 чёрная пешка · c4 белая пешка · d4 белая пешка · d3 белый ферзь · f3 белый конь · g3 белый слон · b2 белая пешка · f2 белая пешка · g2 белая пешка · h2 белая пешка · a1 белая ладья · g1 белый король | a8 чёрная ладья · c8 чёрный король · h8 чёрная ладья · a7 чёрная пешка · d7 чёрный конь · e7 чёрный слон · g7 чёрная пешка · c6 чёрный слон · h6 чёрная пешка · b5 чёрная пешка · d5 чёрный конь · f5 чёрная пешка · c4 белая пешка · d4 белая пешка · d3 белый ферзь · f3 белый конь · g3 белый слон · b2 белая пешка · f2 белая пешка · g2 белая пешка · h2 белая пешка · a1 белая ладья · g1 белый король | a8 чёрная ладья · c8 чёрный король · h8 чёрная ладья · a7 чёрная пешка · d7 чёрный конь · e7 чёрный слон · g7 чёрная пешка · c6 чёрный слон · h6 чёрная пешка · b5 чёрная пешка · d5 чёрный конь · f5 чёрная пешка · c4 белая пешка · d4 белая пешка · d3 белый ферзь · f3 белый конь · g3 белый слон · b2 белая пешка · f2 белая пешка · g2 белая пешка · h2 белая пешка · a1 белая ладья · g1 белый король | 8 |
| 7 | a8 чёрная ладья · c8 чёрный король · h8 чёрная ладья · a7 чёрная пешка · d7 чёрный конь · e7 чёрный слон · g7 чёрная пешка · c6 чёрный слон · h6 чёрная пешка · b5 чёрная пешка · d5 чёрный конь · f5 чёрная пешка · c4 белая пешка · d4 белая пешка · d3 белый ферзь · f3 белый конь · g3 белый слон · b2 белая пешка · f2 белая пешка · g2 белая пешка · h2 белая пешка · a1 белая ладья · g1 белый король | a8 чёрная ладья · c8 чёрный король · h8 чёрная ладья · a7 чёрная пешка · d7 чёрный конь · e7 чёрный слон · g7 чёрная пешка · c6 чёрный слон · h6 чёрная пешка · b5 чёрная пешка · d5 чёрный конь · f5 чёрная пешка · c4 белая пешка · d4 белая пешка · d3 белый ферзь · f3 белый конь · g3 белый слон · b2 белая пешка · f2 белая пешка · g2 белая пешка · h2 белая пешка · a1 белая ладья · g1 белый король | a8 чёрная ладья · c8 чёрный король · h8 чёрная ладья · a7 чёрная пешка · d7 чёрный конь · e7 чёрный слон · g7 чёрная пешка · c6 чёрный слон · h6 чёрная пешка · b5 чёрная пешка · d5 чёрный конь · f5 чёрная пешка · c4 белая пешка · d4 белая пешка · d3 белый ферзь · f3 белый конь · g3 белый слон · b2 белая пешка · f2 белая пешка · g2 белая пешка · h2 белая пешка · a1 белая ладья · g1 белый король | a8 чёрная ладья · c8 чёрный король · h8 чёрная ладья · a7 чёрная пешка · d7 чёрный конь · e7 чёрный слон · g7 чёрная пешка · c6 чёрный слон · h6 чёрная пешка · b5 чёрная пешка · d5 чёрный конь · f5 чёрная пешка · c4 белая пешка · d4 белая пешка · d3 белый ферзь · f3 белый конь · g3 белый слон · b2 белая пешка · f2 белая пешка · g2 белая пешка · h2 белая пешка · a1 белая ладья · g1 белый король | a8 чёрная ладья · c8 чёрный король · h8 чёрная ладья · a7 чёрная пешка · d7 чёрный конь · e7 чёрный слон · g7 чёрная пешка · c6 чёрный слон · h6 чёрная пешка · b5 чёрная пешка · d5 чёрный конь · f5 чёрная пешка · c4 белая пешка · d4 белая пешка · d3 белый ферзь · f3 белый конь · g3 белый слон · b2 белая пешка · f2 белая пешка · g2 белая пешка · h2 белая пешка · a1 белая ладья · g1 белый король | a8 чёрная ладья · c8 чёрный король · h8 чёрная ладья · a7 чёрная пешка · d7 чёрный конь · e7 чёрный слон · g7 чёрная пешка · c6 чёрный слон · h6 чёрная пешка · b5 чёрная пешка · d5 чёрный конь · f5 чёрная пешка · c4 белая пешка · d4 белая пешка · d3 белый ферзь · f3 белый конь · g3 белый слон · b2 белая пешка · f2 белая пешка · g2 белая пешка · h2 белая пешка · a1 белая ладья · g1 белый король | a8 чёрная ладья · c8 чёрный король · h8 чёрная ладья · a7 чёрная пешка · d7 чёрный конь · e7 чёрный слон · g7 чёрная пешка · c6 чёрный слон · h6 чёрная пешка · b5 чёрная пешка · d5 чёрный конь · f5 чёрная пешка · c4 белая пешка · d4 белая пешка · d3 белый ферзь · f3 белый конь · g3 белый слон · b2 белая пешка · f2 белая пешка · g2 белая пешка · h2 белая пешка · a1 белая ладья · g1 белый король | a8 чёрная ладья · c8 чёрный король · h8 чёрная ладья · a7 чёрная пешка · d7 чёрный конь · e7 чёрный слон · g7 чёрная пешка · c6 чёрный слон · h6 чёрная пешка · b5 чёрная пешка · d5 чёрный конь · f5 чёрная пешка · c4 белая пешка · d4 белая пешка · d3 белый ферзь · f3 белый конь · g3 белый слон · b2 белая пешка · f2 белая пешка · g2 белая пешка · h2 белая пешка · a1 белая ладья · g1 белый король | 7 |
| 6 | a8 чёрная ладья · c8 чёрный король · h8 чёрная ладья · a7 чёрная пешка · d7 чёрный конь · e7 чёрный слон · g7 чёрная пешка · c6 чёрный слон · h6 чёрная пешка · b5 чёрная пешка · d5 чёрный конь · f5 чёрная пешка · c4 белая пешка · d4 белая пешка · d3 белый ферзь · f3 белый конь · g3 белый слон · b2 белая пешка · f2 белая пешка · g2 белая пешка · h2 белая пешка · a1 белая ладья · g1 белый король | a8 чёрная ладья · c8 чёрный король · h8 чёрная ладья · a7 чёрная пешка · d7 чёрный конь · e7 чёрный слон · g7 чёрная пешка · c6 чёрный слон · h6 чёрная пешка · b5 чёрная пешка · d5 чёрный конь · f5 чёрная пешка · c4 белая пешка · d4 белая пешка · d3 белый ферзь · f3 белый конь · g3 белый слон · b2 белая пешка · f2 белая пешка · g2 белая пешка · h2 белая пешка · a1 белая ладья · g1 белый король | a8 чёрная ладья · c8 чёрный король · h8 чёрная ладья · a7 чёрная пешка · d7 чёрный конь · e7 чёрный слон · g7 чёрная пешка · c6 чёрный слон · h6 чёрная пешка · b5 чёрная пешка · d5 чёрный конь · f5 чёрная пешка · c4 белая пешка · d4 белая пешка · d3 белый ферзь · f3 белый конь · g3 белый слон · b2 белая пешка · f2 белая пешка · g2 белая пешка · h2 белая пешка · a1 белая ладья · g1 белый король | a8 чёрная ладья · c8 чёрный король · h8 чёрная ладья · a7 чёрная пешка · d7 чёрный конь · e7 чёрный слон · g7 чёрная пешка · c6 чёрный слон · h6 чёрная пешка · b5 чёрная пешка · d5 чёрный конь · f5 чёрная пешка · c4 белая пешка · d4 белая пешка · d3 белый ферзь · f3 белый конь · g3 белый слон · b2 белая пешка · f2 белая пешка · g2 белая пешка · h2 белая пешка · a1 белая ладья · g1 белый король | a8 чёрная ладья · c8 чёрный король · h8 чёрная ладья · a7 чёрная пешка · d7 чёрный конь · e7 чёрный слон · g7 чёрная пешка · c6 чёрный слон · h6 чёрная пешка · b5 чёрная пешка · d5 чёрный конь · f5 чёрная пешка · c4 белая пешка · d4 белая пешка · d3 белый ферзь · f3 белый конь · g3 белый слон · b2 белая пешка · f2 белая пешка · g2 белая пешка · h2 белая пешка · a1 белая ладья · g1 белый король | a8 чёрная ладья · c8 чёрный король · h8 чёрная ладья · a7 чёрная пешка · d7 чёрный конь · e7 чёрный слон · g7 чёрная пешка · c6 чёрный слон · h6 чёрная пешка · b5 чёрная пешка · d5 чёрный конь · f5 чёрная пешка · c4 белая пешка · d4 белая пешка · d3 белый ферзь · f3 белый конь · g3 белый слон · b2 белая пешка · f2 белая пешка · g2 белая пешка · h2 белая пешка · a1 белая ладья · g1 белый король | a8 чёрная ладья · c8 чёрный король · h8 чёрная ладья · a7 чёрная пешка · d7 чёрный конь · e7 чёрный слон · g7 чёрная пешка · c6 чёрный слон · h6 чёрная пешка · b5 чёрная пешка · d5 чёрный конь · f5 чёрная пешка · c4 белая пешка · d4 белая пешка · d3 белый ферзь · f3 белый конь · g3 белый слон · b2 белая пешка · f2 белая пешка · g2 белая пешка · h2 белая пешка · a1 белая ладья · g1 белый король | a8 чёрная ладья · c8 чёрный король · h8 чёрная ладья · a7 чёрная пешка · d7 чёрный конь · e7 чёрный слон · g7 чёрная пешка · c6 чёрный слон · h6 чёрная пешка · b5 чёрная пешка · d5 чёрный конь · f5 чёрная пешка · c4 белая пешка · d4 белая пешка · d3 белый ферзь · f3 белый конь · g3 белый слон · b2 белая пешка · f2 белая пешка · g2 белая пешка · h2 белая пешка · a1 белая ладья · g1 белый король | 6 |
| 5 | a8 чёрная ладья · c8 чёрный король · h8 чёрная ладья · a7 чёрная пешка · d7 чёрный конь · e7 чёрный слон · g7 чёрная пешка · c6 чёрный слон · h6 чёрная пешка · b5 чёрная пешка · d5 чёрный конь · f5 чёрная пешка · c4 белая пешка · d4 белая пешка · d3 белый ферзь · f3 белый конь · g3 белый слон · b2 белая пешка · f2 белая пешка · g2 белая пешка · h2 белая пешка · a1 белая ладья · g1 белый король | a8 чёрная ладья · c8 чёрный король · h8 чёрная ладья · a7 чёрная пешка · d7 чёрный конь · e7 чёрный слон · g7 чёрная пешка · c6 чёрный слон · h6 чёрная пешка · b5 чёрная пешка · d5 чёрный конь · f5 чёрная пешка · c4 белая пешка · d4 белая пешка · d3 белый ферзь · f3 белый конь · g3 белый слон · b2 белая пешка · f2 белая пешка · g2 белая пешка · h2 белая пешка · a1 белая ладья · g1 белый король | a8 чёрная ладья · c8 чёрный король · h8 чёрная ладья · a7 чёрная пешка · d7 чёрный конь · e7 чёрный слон · g7 чёрная пешка · c6 чёрный слон · h6 чёрная пешка · b5 чёрная пешка · d5 чёрный конь · f5 чёрная пешка · c4 белая пешка · d4 белая пешка · d3 белый ферзь · f3 белый конь · g3 белый слон · b2 белая пешка · f2 белая пешка · g2 белая пешка · h2 белая пешка · a1 белая ладья · g1 белый король | a8 чёрная ладья · c8 чёрный король · h8 чёрная ладья · a7 чёрная пешка · d7 чёрный конь · e7 чёрный слон · g7 чёрная пешка · c6 чёрный слон · h6 чёрная пешка · b5 чёрная пешка · d5 чёрный конь · f5 чёрная пешка · c4 белая пешка · d4 белая пешка · d3 белый ферзь · f3 белый конь · g3 белый слон · b2 белая пешка · f2 белая пешка · g2 белая пешка · h2 белая пешка · a1 белая ладья · g1 белый король | a8 чёрная ладья · c8 чёрный король · h8 чёрная ладья · a7 чёрная пешка · d7 чёрный конь · e7 чёрный слон · g7 чёрная пешка · c6 чёрный слон · h6 чёрная пешка · b5 чёрная пешка · d5 чёрный конь · f5 чёрная пешка · c4 белая пешка · d4 белая пешка · d3 белый ферзь · f3 белый конь · g3 белый слон · b2 белая пешка · f2 белая пешка · g2 белая пешка · h2 белая пешка · a1 белая ладья · g1 белый король | a8 чёрная ладья · c8 чёрный король · h8 чёрная ладья · a7 чёрная пешка · d7 чёрный конь · e7 чёрный слон · g7 чёрная пешка · c6 чёрный слон · h6 чёрная пешка · b5 чёрная пешка · d5 чёрный конь · f5 чёрная пешка · c4 белая пешка · d4 белая пешка · d3 белый ферзь · f3 белый конь · g3 белый слон · b2 белая пешка · f2 белая пешка · g2 белая пешка · h2 белая пешка · a1 белая ладья · g1 белый король | a8 чёрная ладья · c8 чёрный король · h8 чёрная ладья · a7 чёрная пешка · d7 чёрный конь · e7 чёрный слон · g7 чёрная пешка · c6 чёрный слон · h6 чёрная пешка · b5 чёрная пешка · d5 чёрный конь · f5 чёрная пешка · c4 белая пешка · d4 белая пешка · d3 белый ферзь · f3 белый конь · g3 белый слон · b2 белая пешка · f2 белая пешка · g2 белая пешка · h2 белая пешка · a1 белая ладья · g1 белый король | a8 чёрная ладья · c8 чёрный король · h8 чёрная ладья · a7 чёрная пешка · d7 чёрный конь · e7 чёрный слон · g7 чёрная пешка · c6 чёрный слон · h6 чёрная пешка · b5 чёрная пешка · d5 чёрный конь · f5 чёрная пешка · c4 белая пешка · d4 белая пешка · d3 белый ферзь · f3 белый конь · g3 белый слон · b2 белая пешка · f2 белая пешка · g2 белая пешка · h2 белая пешка · a1 белая ладья · g1 белый король | 5 |
| 4 | a8 чёрная ладья · c8 чёрный король · h8 чёрная ладья · a7 чёрная пешка · d7 чёрный конь · e7 чёрный слон · g7 чёрная пешка · c6 чёрный слон · h6 чёрная пешка · b5 чёрная пешка · d5 чёрный конь · f5 чёрная пешка · c4 белая пешка · d4 белая пешка · d3 белый ферзь · f3 белый конь · g3 белый слон · b2 белая пешка · f2 белая пешка · g2 белая пешка · h2 белая пешка · a1 белая ладья · g1 белый король | a8 чёрная ладья · c8 чёрный король · h8 чёрная ладья · a7 чёрная пешка · d7 чёрный конь · e7 чёрный слон · g7 чёрная пешка · c6 чёрный слон · h6 чёрная пешка · b5 чёрная пешка · d5 чёрный конь · f5 чёрная пешка · c4 белая пешка · d4 белая пешка · d3 белый ферзь · f3 белый конь · g3 белый слон · b2 белая пешка · f2 белая пешка · g2 белая пешка · h2 белая пешка · a1 белая ладья · g1 белый король | a8 чёрная ладья · c8 чёрный король · h8 чёрная ладья · a7 чёрная пешка · d7 чёрный конь · e7 чёрный слон · g7 чёрная пешка · c6 чёрный слон · h6 чёрная пешка · b5 чёрная пешка · d5 чёрный конь · f5 чёрная пешка · c4 белая пешка · d4 белая пешка · d3 белый ферзь · f3 белый конь · g3 белый слон · b2 белая пешка · f2 белая пешка · g2 белая пешка · h2 белая пешка · a1 белая ладья · g1 белый король | a8 чёрная ладья · c8 чёрный король · h8 чёрная ладья · a7 чёрная пешка · d7 чёрный конь · e7 чёрный слон · g7 чёрная пешка · c6 чёрный слон · h6 чёрная пешка · b5 чёрная пешка · d5 чёрный конь · f5 чёрная пешка · c4 белая пешка · d4 белая пешка · d3 белый ферзь · f3 белый конь · g3 белый слон · b2 белая пешка · f2 белая пешка · g2 белая пешка · h2 белая пешка · a1 белая ладья · g1 белый король | a8 чёрная ладья · c8 чёрный король · h8 чёрная ладья · a7 чёрная пешка · d7 чёрный конь · e7 чёрный слон · g7 чёрная пешка · c6 чёрный слон · h6 чёрная пешка · b5 чёрная пешка · d5 чёрный конь · f5 чёрная пешка · c4 белая пешка · d4 белая пешка · d3 белый ферзь · f3 белый конь · g3 белый слон · b2 белая пешка · f2 белая пешка · g2 белая пешка · h2 белая пешка · a1 белая ладья · g1 белый король | a8 чёрная ладья · c8 чёрный король · h8 чёрная ладья · a7 чёрная пешка · d7 чёрный конь · e7 чёрный слон · g7 чёрная пешка · c6 чёрный слон · h6 чёрная пешка · b5 чёрная пешка · d5 чёрный конь · f5 чёрная пешка · c4 белая пешка · d4 белая пешка · d3 белый ферзь · f3 белый конь · g3 белый слон · b2 белая пешка · f2 белая пешка · g2 белая пешка · h2 белая пешка · a1 белая ладья · g1 белый король | a8 чёрная ладья · c8 чёрный король · h8 чёрная ладья · a7 чёрная пешка · d7 чёрный конь · e7 чёрный слон · g7 чёрная пешка · c6 чёрный слон · h6 чёрная пешка · b5 чёрная пешка · d5 чёрный конь · f5 чёрная пешка · c4 белая пешка · d4 белая пешка · d3 белый ферзь · f3 белый конь · g3 белый слон · b2 белая пешка · f2 белая пешка · g2 белая пешка · h2 белая пешка · a1 белая ладья · g1 белый король | a8 чёрная ладья · c8 чёрный король · h8 чёрная ладья · a7 чёрная пешка · d7 чёрный конь · e7 чёрный слон · g7 чёрная пешка · c6 чёрный слон · h6 чёрная пешка · b5 чёрная пешка · d5 чёрный конь · f5 чёрная пешка · c4 белая пешка · d4 белая пешка · d3 белый ферзь · f3 белый конь · g3 белый слон · b2 белая пешка · f2 белая пешка · g2 белая пешка · h2 белая пешка · a1 белая ладья · g1 белый король | 4 |
| 3 | a8 чёрная ладья · c8 чёрный король · h8 чёрная ладья · a7 чёрная пешка · d7 чёрный конь · e7 чёрный слон · g7 чёрная пешка · c6 чёрный слон · h6 чёрная пешка · b5 чёрная пешка · d5 чёрный конь · f5 чёрная пешка · c4 белая пешка · d4 белая пешка · d3 белый ферзь · f3 белый конь · g3 белый слон · b2 белая пешка · f2 белая пешка · g2 белая пешка · h2 белая пешка · a1 белая ладья · g1 белый король | a8 чёрная ладья · c8 чёрный король · h8 чёрная ладья · a7 чёрная пешка · d7 чёрный конь · e7 чёрный слон · g7 чёрная пешка · c6 чёрный слон · h6 чёрная пешка · b5 чёрная пешка · d5 чёрный конь · f5 чёрная пешка · c4 белая пешка · d4 белая пешка · d3 белый ферзь · f3 белый конь · g3 белый слон · b2 белая пешка · f2 белая пешка · g2 белая пешка · h2 белая пешка · a1 белая ладья · g1 белый король | a8 чёрная ладья · c8 чёрный король · h8 чёрная ладья · a7 чёрная пешка · d7 чёрный конь · e7 чёрный слон · g7 чёрная пешка · c6 чёрный слон · h6 чёрная пешка · b5 чёрная пешка · d5 чёрный конь · f5 чёрная пешка · c4 белая пешка · d4 белая пешка · d3 белый ферзь · f3 белый конь · g3 белый слон · b2 белая пешка · f2 белая пешка · g2 белая пешка · h2 белая пешка · a1 белая ладья · g1 белый король | a8 чёрная ладья · c8 чёрный король · h8 чёрная ладья · a7 чёрная пешка · d7 чёрный конь · e7 чёрный слон · g7 чёрная пешка · c6 чёрный слон · h6 чёрная пешка · b5 чёрная пешка · d5 чёрный конь · f5 чёрная пешка · c4 белая пешка · d4 белая пешка · d3 белый ферзь · f3 белый конь · g3 белый слон · b2 белая пешка · f2 белая пешка · g2 белая пешка · h2 белая пешка · a1 белая ладья · g1 белый король | a8 чёрная ладья · c8 чёрный король · h8 чёрная ладья · a7 чёрная пешка · d7 чёрный конь · e7 чёрный слон · g7 чёрная пешка · c6 чёрный слон · h6 чёрная пешка · b5 чёрная пешка · d5 чёрный конь · f5 чёрная пешка · c4 белая пешка · d4 белая пешка · d3 белый ферзь · f3 белый конь · g3 белый слон · b2 белая пешка · f2 белая пешка · g2 белая пешка · h2 белая пешка · a1 белая ладья · g1 белый король | a8 чёрная ладья · c8 чёрный король · h8 чёрная ладья · a7 чёрная пешка · d7 чёрный конь · e7 чёрный слон · g7 чёрная пешка · c6 чёрный слон · h6 чёрная пешка · b5 чёрная пешка · d5 чёрный конь · f5 чёрная пешка · c4 белая пешка · d4 белая пешка · d3 белый ферзь · f3 белый конь · g3 белый слон · b2 белая пешка · f2 белая пешка · g2 белая пешка · h2 белая пешка · a1 белая ладья · g1 белый король | a8 чёрная ладья · c8 чёрный король · h8 чёрная ладья · a7 чёрная пешка · d7 чёрный конь · e7 чёрный слон · g7 чёрная пешка · c6 чёрный слон · h6 чёрная пешка · b5 чёрная пешка · d5 чёрный конь · f5 чёрная пешка · c4 белая пешка · d4 белая пешка · d3 белый ферзь · f3 белый конь · g3 белый слон · b2 белая пешка · f2 белая пешка · g2 белая пешка · h2 белая пешка · a1 белая ладья · g1 белый король | a8 чёрная ладья · c8 чёрный король · h8 чёрная ладья · a7 чёрная пешка · d7 чёрный конь · e7 чёрный слон · g7 чёрная пешка · c6 чёрный слон · h6 чёрная пешка · b5 чёрная пешка · d5 чёрный конь · f5 чёрная пешка · c4 белая пешка · d4 белая пешка · d3 белый ферзь · f3 белый конь · g3 белый слон · b2 белая пешка · f2 белая пешка · g2 белая пешка · h2 белая пешка · a1 белая ладья · g1 белый король | 3 |
| 2 | a8 чёрная ладья · c8 чёрный король · h8 чёрная ладья · a7 чёрная пешка · d7 чёрный конь · e7 чёрный слон · g7 чёрная пешка · c6 чёрный слон · h6 чёрная пешка · b5 чёрная пешка · d5 чёрный конь · f5 чёрная пешка · c4 белая пешка · d4 белая пешка · d3 белый ферзь · f3 белый конь · g3 белый слон · b2 белая пешка · f2 белая пешка · g2 белая пешка · h2 белая пешка · a1 белая ладья · g1 белый король | a8 чёрная ладья · c8 чёрный король · h8 чёрная ладья · a7 чёрная пешка · d7 чёрный конь · e7 чёрный слон · g7 чёрная пешка · c6 чёрный слон · h6 чёрная пешка · b5 чёрная пешка · d5 чёрный конь · f5 чёрная пешка · c4 белая пешка · d4 белая пешка · d3 белый ферзь · f3 белый конь · g3 белый слон · b2 белая пешка · f2 белая пешка · g2 белая пешка · h2 белая пешка · a1 белая ладья · g1 белый король | a8 чёрная ладья · c8 чёрный король · h8 чёрная ладья · a7 чёрная пешка · d7 чёрный конь · e7 чёрный слон · g7 чёрная пешка · c6 чёрный слон · h6 чёрная пешка · b5 чёрная пешка · d5 чёрный конь · f5 чёрная пешка · c4 белая пешка · d4 белая пешка · d3 белый ферзь · f3 белый конь · g3 белый слон · b2 белая пешка · f2 белая пешка · g2 белая пешка · h2 белая пешка · a1 белая ладья · g1 белый король | a8 чёрная ладья · c8 чёрный король · h8 чёрная ладья · a7 чёрная пешка · d7 чёрный конь · e7 чёрный слон · g7 чёрная пешка · c6 чёрный слон · h6 чёрная пешка · b5 чёрная пешка · d5 чёрный конь · f5 чёрная пешка · c4 белая пешка · d4 белая пешка · d3 белый ферзь · f3 белый конь · g3 белый слон · b2 белая пешка · f2 белая пешка · g2 белая пешка · h2 белая пешка · a1 белая ладья · g1 белый король | a8 чёрная ладья · c8 чёрный король · h8 чёрная ладья · a7 чёрная пешка · d7 чёрный конь · e7 чёрный слон · g7 чёрная пешка · c6 чёрный слон · h6 чёрная пешка · b5 чёрная пешка · d5 чёрный конь · f5 чёрная пешка · c4 белая пешка · d4 белая пешка · d3 белый ферзь · f3 белый конь · g3 белый слон · b2 белая пешка · f2 белая пешка · g2 белая пешка · h2 белая пешка · a1 белая ладья · g1 белый король | a8 чёрная ладья · c8 чёрный король · h8 чёрная ладья · a7 чёрная пешка · d7 чёрный конь · e7 чёрный слон · g7 чёрная пешка · c6 чёрный слон · h6 чёрная пешка · b5 чёрная пешка · d5 чёрный конь · f5 чёрная пешка · c4 белая пешка · d4 белая пешка · d3 белый ферзь · f3 белый конь · g3 белый слон · b2 белая пешка · f2 белая пешка · g2 белая пешка · h2 белая пешка · a1 белая ладья · g1 белый король | a8 чёрная ладья · c8 чёрный король · h8 чёрная ладья · a7 чёрная пешка · d7 чёрный конь · e7 чёрный слон · g7 чёрная пешка · c6 чёрный слон · h6 чёрная пешка · b5 чёрная пешка · d5 чёрный конь · f5 чёрная пешка · c4 белая пешка · d4 белая пешка · d3 белый ферзь · f3 белый конь · g3 белый слон · b2 белая пешка · f2 белая пешка · g2 белая пешка · h2 белая пешка · a1 белая ладья · g1 белый король | a8 чёрная ладья · c8 чёрный король · h8 чёрная ладья · a7 чёрная пешка · d7 чёрный конь · e7 чёрный слон · g7 чёрная пешка · c6 чёрный слон · h6 чёрная пешка · b5 чёрная пешка · d5 чёрный конь · f5 чёрная пешка · c4 белая пешка · d4 белая пешка · d3 белый ферзь · f3 белый конь · g3 белый слон · b2 белая пешка · f2 белая пешка · g2 белая пешка · h2 белая пешка · a1 белая ладья · g1 белый король | 2 |
| 1 | a8 чёрная ладья · c8 чёрный король · h8 чёрная ладья · a7 чёрная пешка · d7 чёрный конь · e7 чёрный слон · g7 чёрная пешка · c6 чёрный слон · h6 чёрная пешка · b5 чёрная пешка · d5 чёрный конь · f5 чёрная пешка · c4 белая пешка · d4 белая пешка · d3 белый ферзь · f3 белый конь · g3 белый слон · b2 белая пешка · f2 белая пешка · g2 белая пешка · h2 белая пешка · a1 белая ладья · g1 белый король | a8 чёрная ладья · c8 чёрный король · h8 чёрная ладья · a7 чёрная пешка · d7 чёрный конь · e7 чёрный слон · g7 чёрная пешка · c6 чёрный слон · h6 чёрная пешка · b5 чёрная пешка · d5 чёрный конь · f5 чёрная пешка · c4 белая пешка · d4 белая пешка · d3 белый ферзь · f3 белый конь · g3 белый слон · b2 белая пешка · f2 белая пешка · g2 белая пешка · h2 белая пешка · a1 белая ладья · g1 белый король | a8 чёрная ладья · c8 чёрный король · h8 чёрная ладья · a7 чёрная пешка · d7 чёрный конь · e7 чёрный слон · g7 чёрная пешка · c6 чёрный слон · h6 чёрная пешка · b5 чёрная пешка · d5 чёрный конь · f5 чёрная пешка · c4 белая пешка · d4 белая пешка · d3 белый ферзь · f3 белый конь · g3 белый слон · b2 белая пешка · f2 белая пешка · g2 белая пешка · h2 белая пешка · a1 белая ладья · g1 белый король | a8 чёрная ладья · c8 чёрный король · h8 чёрная ладья · a7 чёрная пешка · d7 чёрный конь · e7 чёрный слон · g7 чёрная пешка · c6 чёрный слон · h6 чёрная пешка · b5 чёрная пешка · d5 чёрный конь · f5 чёрная пешка · c4 белая пешка · d4 белая пешка · d3 белый ферзь · f3 белый конь · g3 белый слон · b2 белая пешка · f2 белая пешка · g2 белая пешка · h2 белая пешка · a1 белая ладья · g1 белый король | a8 чёрная ладья · c8 чёрный король · h8 чёрная ладья · a7 чёрная пешка · d7 чёрный конь · e7 чёрный слон · g7 чёрная пешка · c6 чёрный слон · h6 чёрная пешка · b5 чёрная пешка · d5 чёрный конь · f5 чёрная пешка · c4 белая пешка · d4 белая пешка · d3 белый ферзь · f3 белый конь · g3 белый слон · b2 белая пешка · f2 белая пешка · g2 белая пешка · h2 белая пешка · a1 белая ладья · g1 белый король | a8 чёрная ладья · c8 чёрный король · h8 чёрная ладья · a7 чёрная пешка · d7 чёрный конь · e7 чёрный слон · g7 чёрная пешка · c6 чёрный слон · h6 чёрная пешка · b5 чёрная пешка · d5 чёрный конь · f5 чёрная пешка · c4 белая пешка · d4 белая пешка · d3 белый ферзь · f3 белый конь · g3 белый слон · b2 белая пешка · f2 белая пешка · g2 белая пешка · h2 белая пешка · a1 белая ладья · g1 белый король | a8 чёрная ладья · c8 чёрный король · h8 чёрная ладья · a7 чёрная пешка · d7 чёрный конь · e7 чёрный слон · g7 чёрная пешка · c6 чёрный слон · h6 чёрная пешка · b5 чёрная пешка · d5 чёрный конь · f5 чёрная пешка · c4 белая пешка · d4 белая пешка · d3 белый ферзь · f3 белый конь · g3 белый слон · b2 белая пешка · f2 белая пешка · g2 белая пешка · h2 белая пешка · a1 белая ладья · g1 белый король | a8 чёрная ладья · c8 чёрный король · h8 чёрная ладья · a7 чёрная пешка · d7 чёрный конь · e7 чёрный слон · g7 чёрная пешка · c6 чёрный слон · h6 чёрная пешка · b5 чёрная пешка · d5 чёрный конь · f5 чёрная пешка · c4 белая пешка · d4 белая пешка · d3 белый ферзь · f3 белый конь · g3 белый слон · b2 белая пешка · f2 белая пешка · g2 белая пешка · h2 белая пешка · a1 белая ладья · g1 белый король | 1 |
|   | a | b | c | d | e | f | g | h |   |

1. e4 c6
Для Каспарова применение защиты Каро — Канн было несвойственным. Впоследствии в матчах против других компьютеров он выбирал либо классический ход 1…e5, либо Сицилианскую защиту 1…c5 (последняя была характерна для его игры с обычными шахматистами).
2. d4 d5 3. Кc3 dxe4 4. Кxe4 Кd7 5. Кg5 (см. диаграмму)
Негласное правило шахматных дебютов «не трогай фигуру дважды в дебюте» нарушено, однако давление на поле f7 усиливается.
5… Кgf6
Каспаров избегает ошибки 5…h6?, которая привела бы к мату: 6.Кe6! fxe6?? 7.Фh5+ g6 8.Фxg6#, или большому преимуществу белых: 6…Фb6 7.Кxf8 Кxf8 8.c3 Сf5 9.Кge2 Кf6 10.a4 К8d7 11.Кg3 Сg6 12.Сd3
6. Сd3 e6 7. К1f3 h6? (см. диаграмму)
Каспаров, один из самых сильных игроков в шахматной истории, допустил грубую ошибку, сдвинув пешку на h6 слишком рано. Обычно он делал это на 8-м ходу (вариант 7…Сd6 8.Фe2 h6 9.Кe4 Кxe4 10.Фxe4 встретился в его партиях против Гаты Камского в 1994 и Владимира Епишина в 1995). Опасность последовавшей жертвы белых Каспаров должен был прекрасно понимать. Объективно ход Каспарова не худший, однако вести оборону чёрным становится трудно. Позднее Васик Райлих показал, что решающая ошибка, возможно, была сделана на 11-м ходу.
8. Кxe6!
Подобные жертвы ранее встречались неоднократно и приносили белым перевес.
8… Фe7
Каспаров не побил коня сразу, а «связал» его ходом ферзя, чтобы освободить королю поле d8. Однако многие эксперты высказали мнение, что чёрные должны были брать коня немедленно. Хотя королю пришлось бы встать на e7 (8…fxe6 9. Сg6+ Крe7), у чёрного ферзя оставалось более удобное поле c7.
9. 0-0
Рокировка лишает чёрных возможности побить коня ферзём: 9…Фxe6?? 10.Лe1 ведёт к потере ферзя из-за связки. Теперь Каспаров вынужден принять жертву белых, чтобы не остаться без пешки.
9… fxe6 10. Сg6+ Крd8 11. Сf4 (см. диаграмму)
Если бы слон чёрных уже был выведен на d6 (см. примечание к 7-му ходу), жертва коня была бы невозможна. Теперь же белые в обмен на принесённого в жертву коня занимают слоном выгодную позицию и усиливают давление на позицию чёрных. Каспаров потерял возможность рокировки, ферзь мешает развитию чернопольного слона, а преимущество в коня использовать невозможно.
11… b5?
Игра перешла из дебюта в миттельшпиль, и теперь компьютер должен действовать самостоятельно, без дебютных баз. Каспаров пытается освободить пространство на ферзёвом фланге и предотвратить ход 12. c4. Однако аргентинский гроссмейстер Аарон Шварцман считает этот ход ошибкой. Аналогичное мнение высказали Яссер Сейраван и Васик Райлих: ослабление пешечной структуры на ферзевом фланге увеличивает преимущество белым, давая им возможность вскрытия новых вертикалей.
12. a4 Сb7
Типичное в подобных ситуациях 12…b4 (чтобы оставить вертикаль закрытой), по мнению Реймонда Кина, было обязательным ходом, однако и в этом случае 13. c4 могло привести к разгрому чёрных.
13. Лe1 Кd5 14. Сg3 Крc8 15. axb5 cxb5 16. Фd3 Сc6? 17. Сf5
Белые усиливают давление на пешку на e6 и планируют подключить к атаке ладьи. Лишняя фигура чёрных совсем не чувствуется, и Каспаров вынужден отдать ферзя на ладью и слона.
17… exf5 18. Лxe7 Сxe7 19. c4
Чёрным грозит разгром: ферзь займёт поле c4 или f5, и после хода ладьи на e1 позиция белых становится выигранной. Например: 19…bxc4 20.Фxc4 Кb4 (20…Крb7 21.Фa6#) 21.Лe1 Крd8 22.Лxe7 Крxe7 23.Фxb4+. Каспаров сдался. В его карьере это было одно из самых быстрых поражений.

## После игры
После завершения матча Каспаров был очень расстроен и на церемонии закрытия обвинил команду «Дип Блю» в нечестной игре (по его словам, компьютеру подсказывали ходы профессиональные шахматисты). Несмотря на требования Каспаровым реванша, IBM отказала ему в этом и распустила команду «Дип Блю».